# Turda
Turda (în latină Potaissa, în germană Thorenburg, în maghiară Torda) este un municipiu în județul Cluj, Transilvania, România. Se situează la circa 30 km sud-est de municipiul Cluj-Napoca.
Orașul antic Potaissa (pe locul căruia se află actualul oraș Turda) este înscris pe lista monumentelor istorice din județul Cluj, elaborată de Ministerul Culturii din România în anul 2015 (cod LMI CJ-I-m-A-07210.03).

## Istorie
Turda suprapune vechea așezare romană Potaissa (compusă din orașul roman ce a atins rangul de colonia, castrul legiunii V Macedonica și așezarea civilă corespunzătoare acestuia - canabae), preluând numele așezării dacice preromane care nu a fost încă peremtoriu identificată în teren.
Pe aceste locuri s-ar fi descoperit mai multe vestigii paleocreștine.
În Evul Mediu s-au ținut în total la Turda 127 Diete ale Transilvaniei (adunări ale stărilor).
Ultimul document scris atestând Universitas Valachorum datează din mai 1355, când adunarea generală (congregatio generalis) a stărilor transilvane a fost convocată la Turda.
În 1568 Ioan al II-lea Sigismund Zápolya, principe al Transilvaniei, a emis aici Edictul de la Turda, primul decret de libertate religioasă din istoria modernă a Europei. Din păcate, edictul nu a cuprins prevederi referitoare la românii majoritari de rit ortodox.
Turda a fost în timpul Regatului Ungariei reședința Comitatului Turda (Torda vármegye), iar din anul 1876 reședința Comitatului Turda-Arieș (Torda-Aranyos vármegye).
Între 1925-1950 a fost reședința județului Turda.

### Stemele orașului

#### Steme vechi (înainte de 2000)

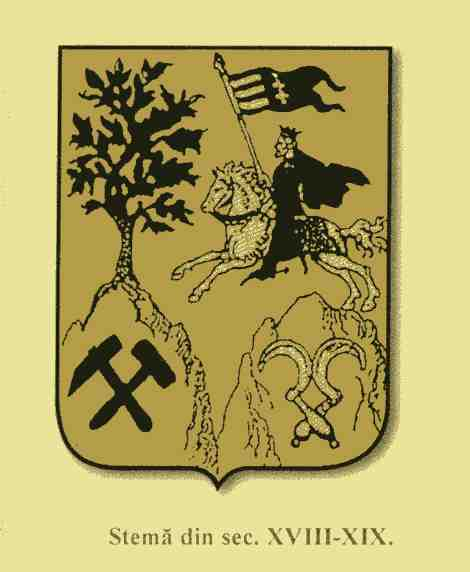
Stema orașului în secolele XVIII-XIX
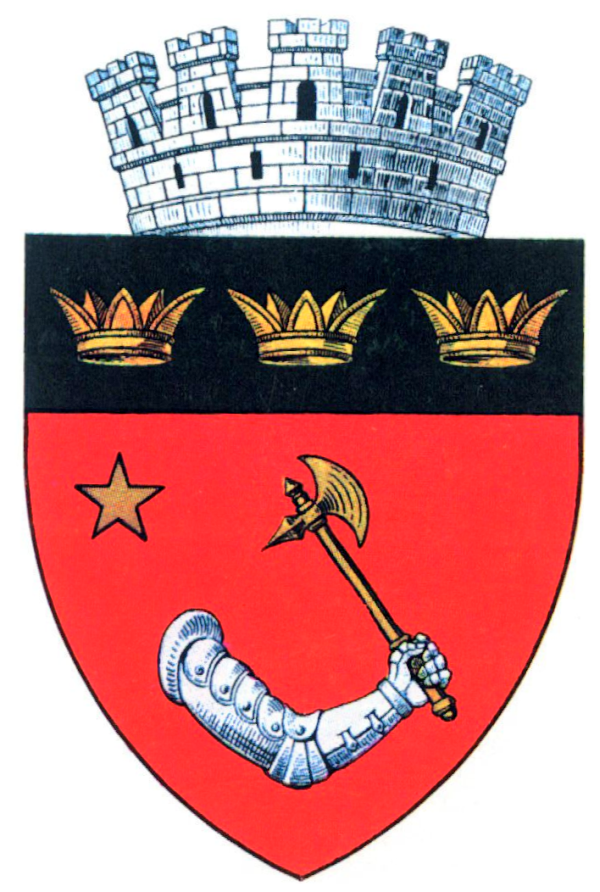
Stema orașului între anii 1918-1968
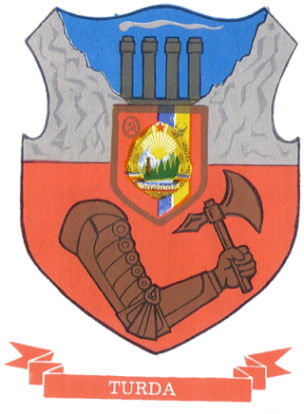
Stema orașului între anii 1968-2000

#### Stema actuală (după 2000)

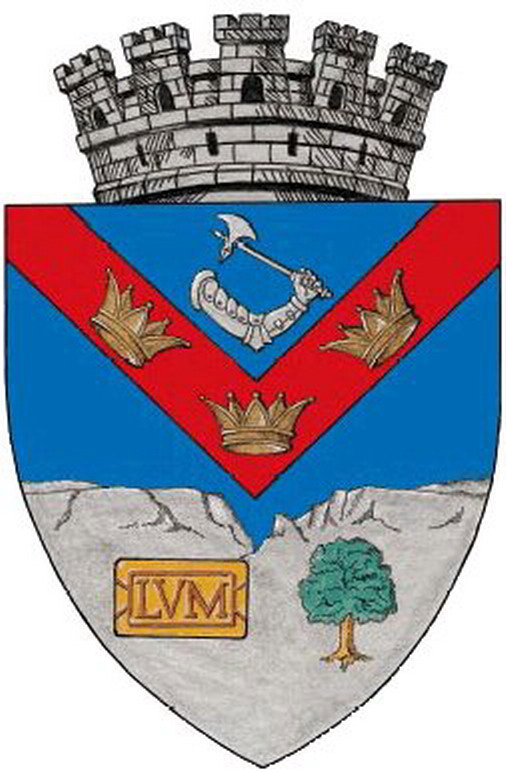
Stema actuală

Stema municipiului Turda se compune dintr-un scut ornat cu un "chevron" roșu, răsturnat în partea superioară a câmpului.

Câmpul superior, cu interior albastru, delimitat de "chevron", conține un braț stâng înveșmântat în zale cu o secure de luptă, executat cu smalț argintiu. 

Câmpul inferior al scutului este mobilat cu un munte despicat în două, cu fond argintiu, munte pe al cărui câmp, în dextra, este plasată o ștampilă de cărămidă colorată portocaliu, reprezentând epoca romană, iar în senestra este reprezentat un copac în culori naturale. 

"Chevronul" este mobilat cu trei coroane voievodale smălțuite în aur. 
 
Scutul este timbrat cu o coroană murală argintie cu cinci turnuri. 

Semnificația elementelor însumate: 

- coroanele voievodale împreună cu brațul stâng înveșmântat în zale și cu securea de luptă smălțuită în argint, aplicată pe cantonul central delimitat de căprior, amintesc de opera lui Mihai Viteazul, care a fost ucis pe câmpia din sudul Turzii în anul 1601, prin brațul căruia s-a realizat unirea celor trei principate române sub un singur sceptru; 

- câmpul scutului sub "chevron" în cartierele inferioare conține un munte despicat în două, colorat cu smalț argintiu, aceasta semnificând rezervația naturală Cheile Turzii; 

- ștampila de cărămidă din epoca romană, din dextra, colorată în portocaliu, simbolizează însemnul Legiunii a V-a Macedonica; 

- copacul, colorat în verde și portocaliu, din senestra, simbolizează înrădăcinarea, evoluția, perpetuarea în timp a acestei așezări, copacul fiind o figură heraldică preluată din stema heraldică a orașului; 

- cele cinci turnuri din coroana murală semnifică rangul de municipiu al urbei.

### Cronologia istorică a Turzii

#### Istoria antică

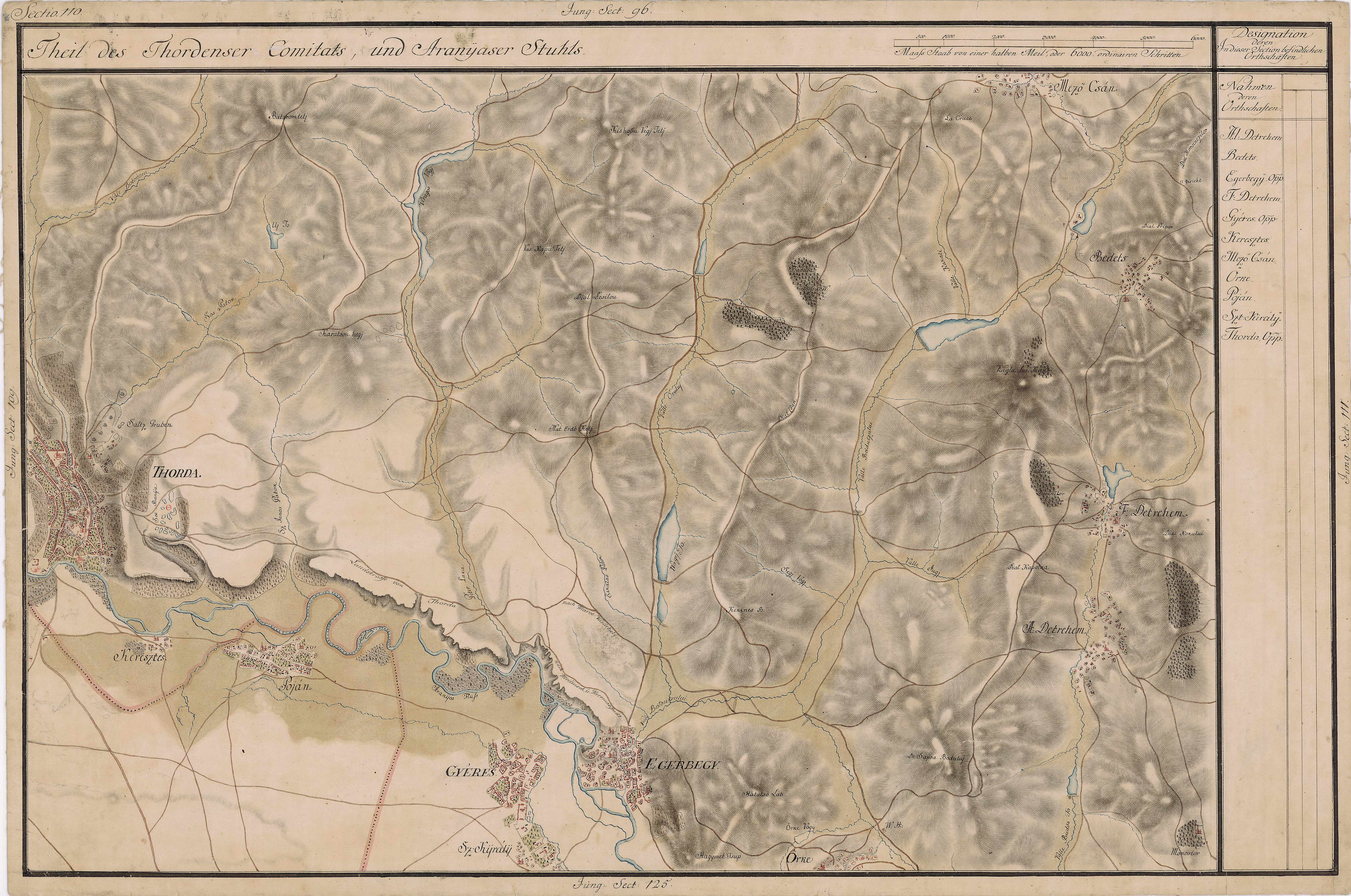
Turda pe Harta Iosefină a Transilvaniei, 1769-1773(Click pentru imagine interactivă)

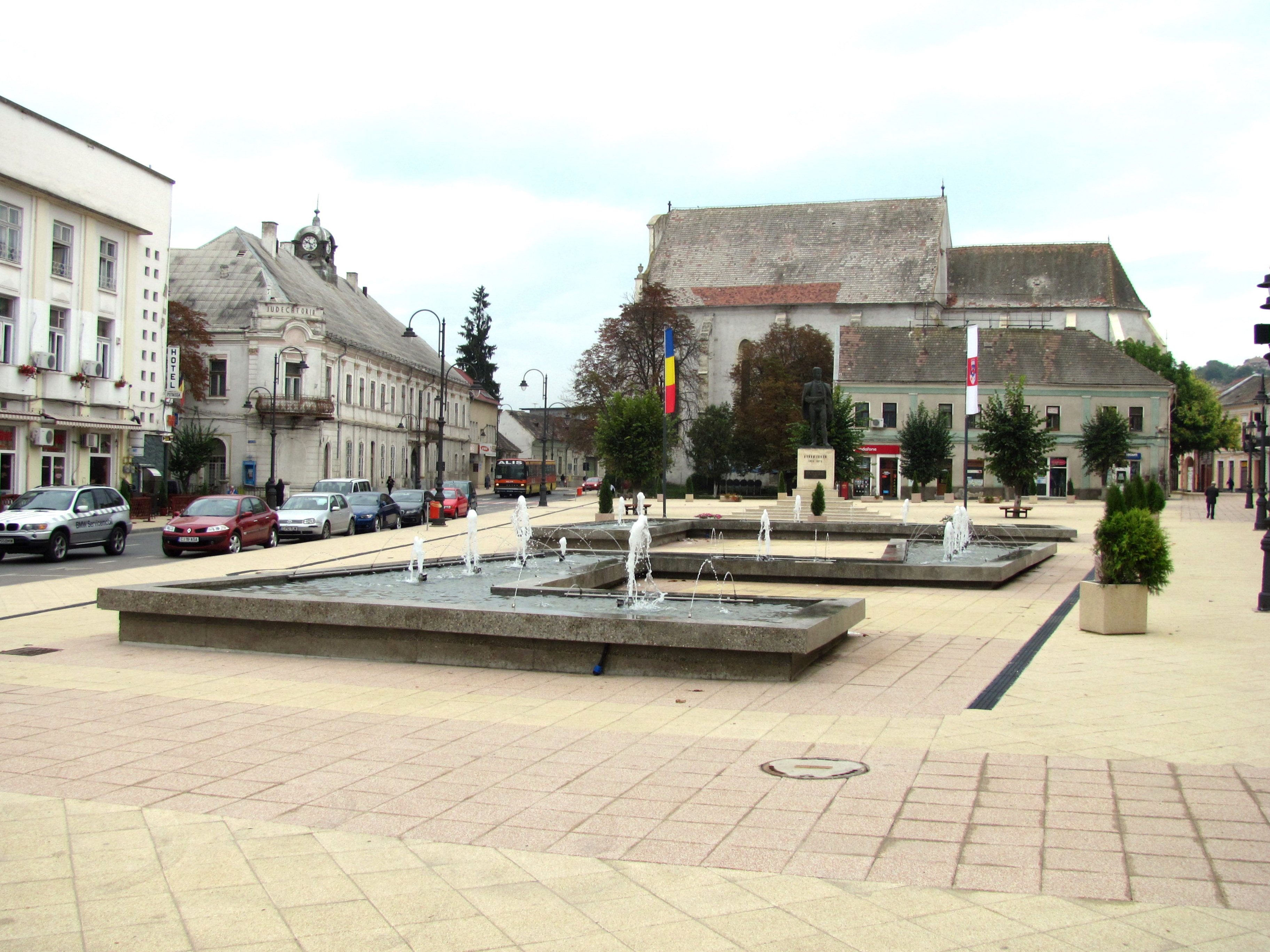

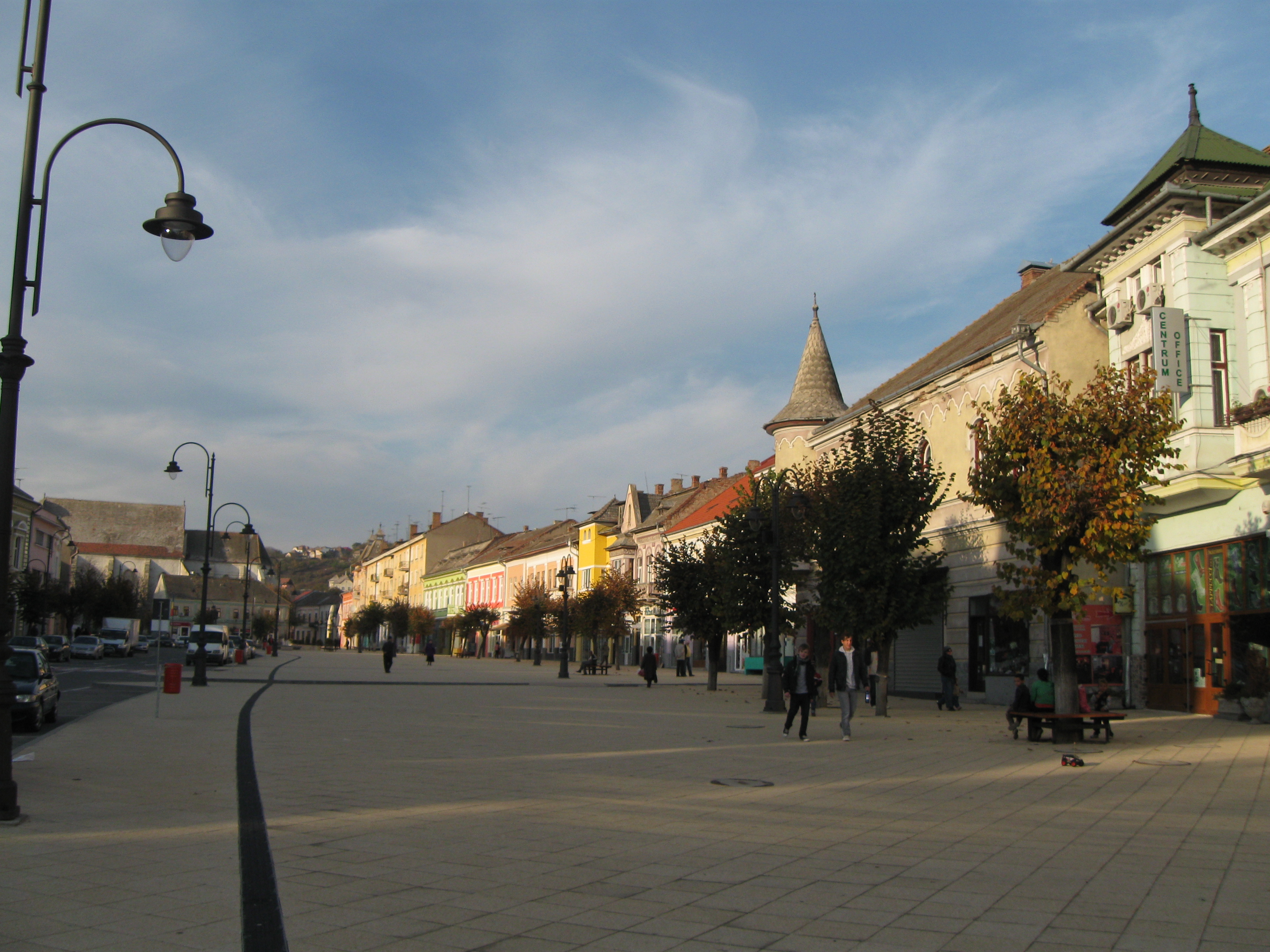
Zona centrală a Turzii

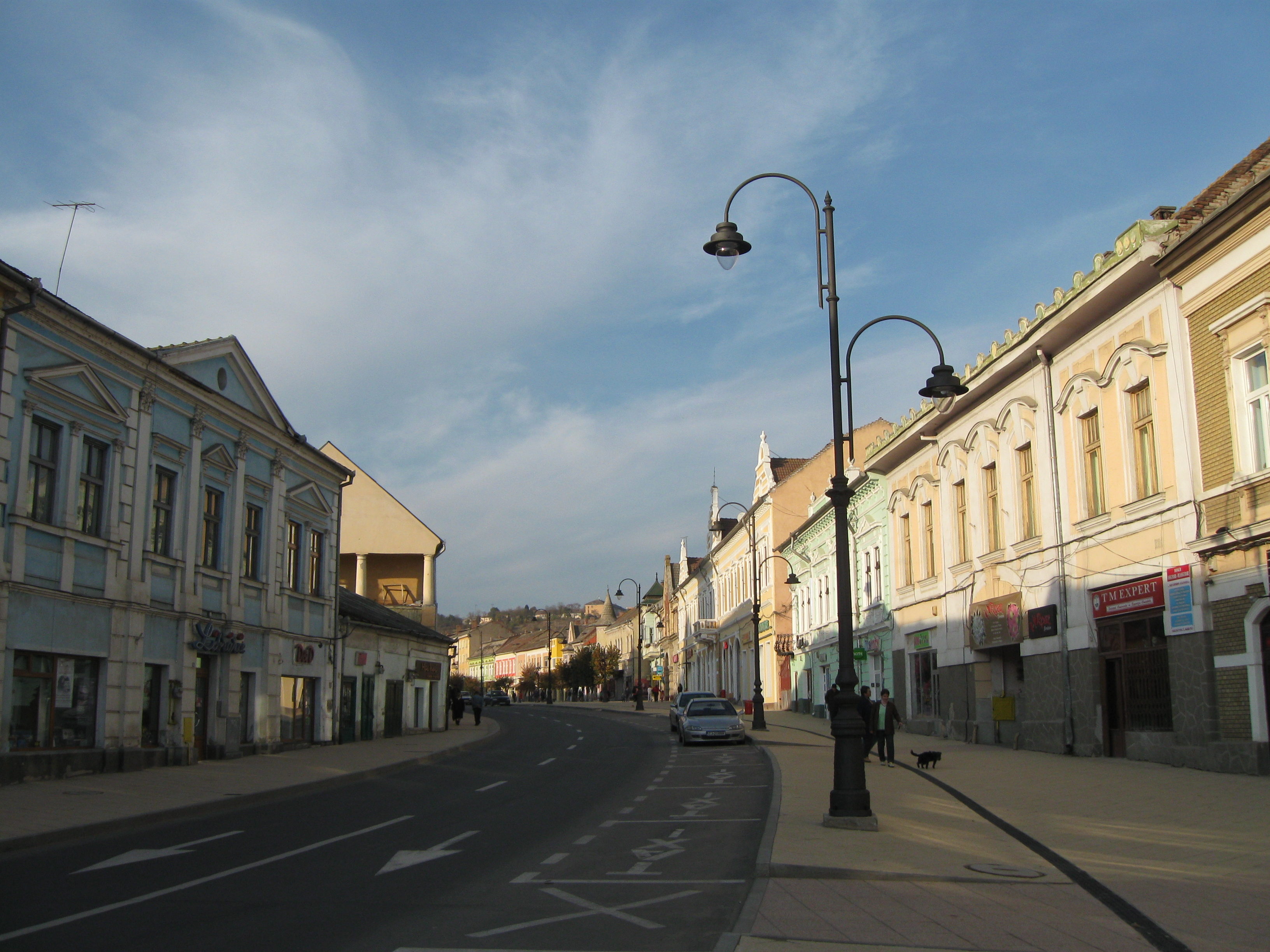

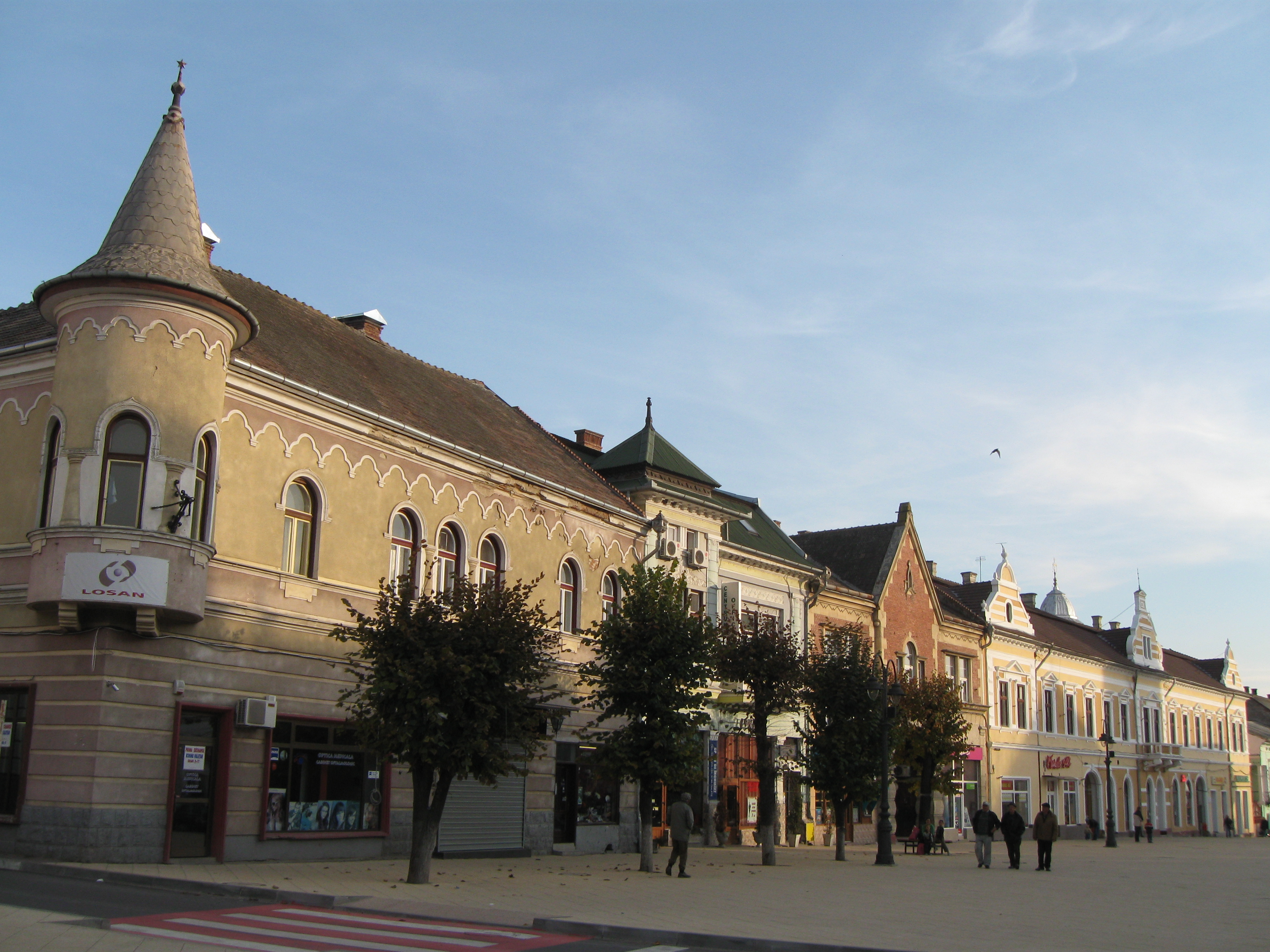

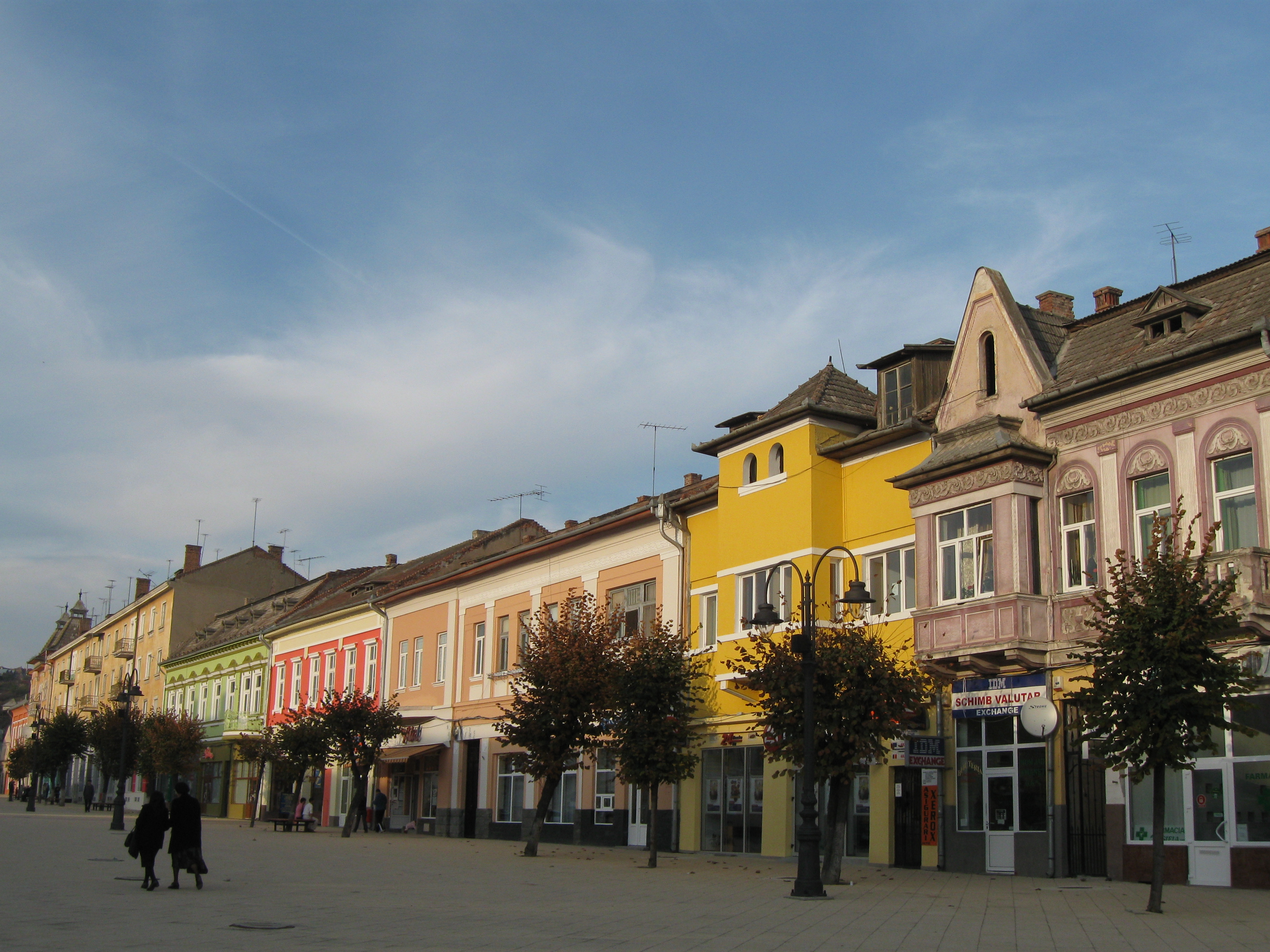

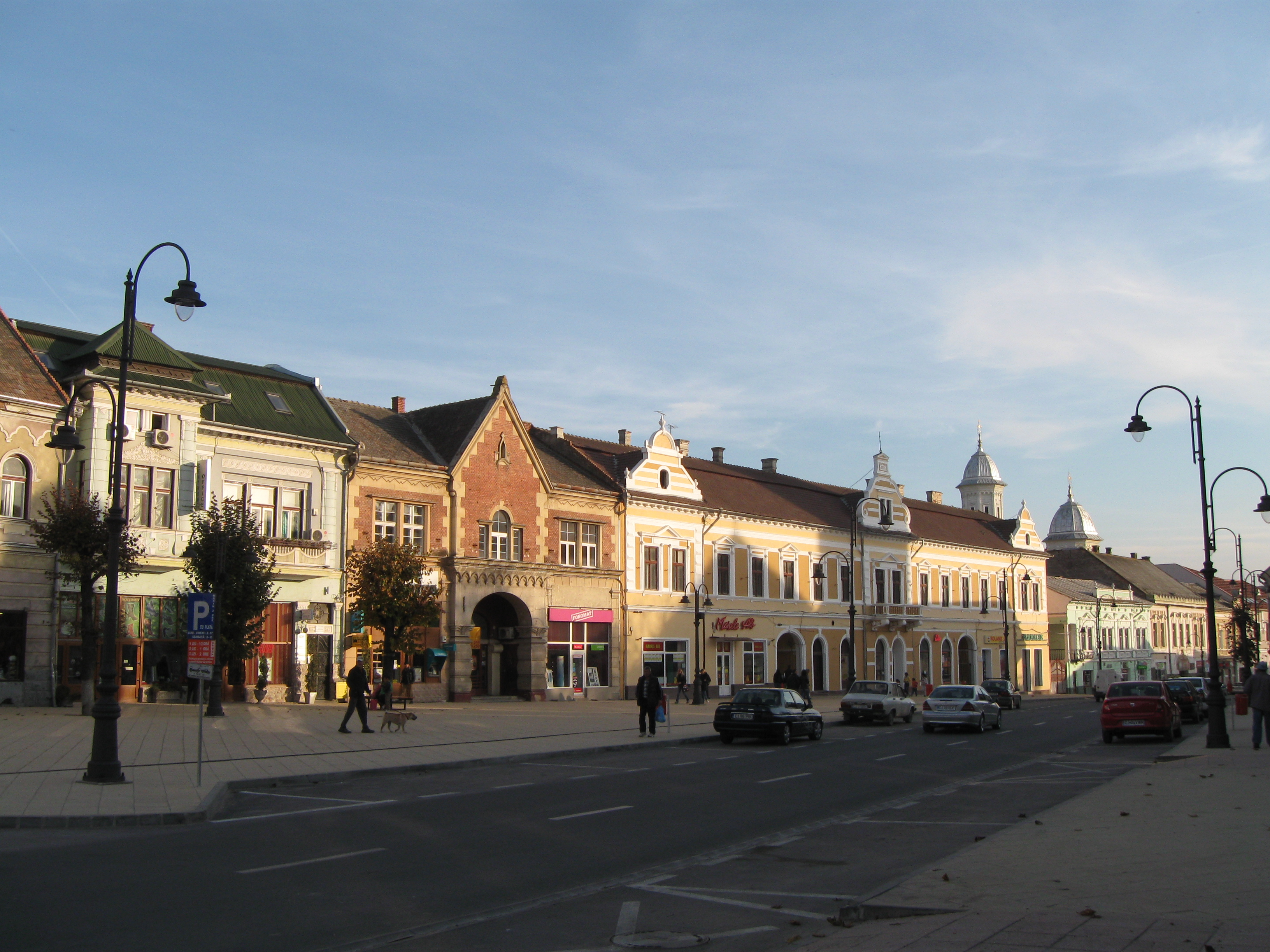

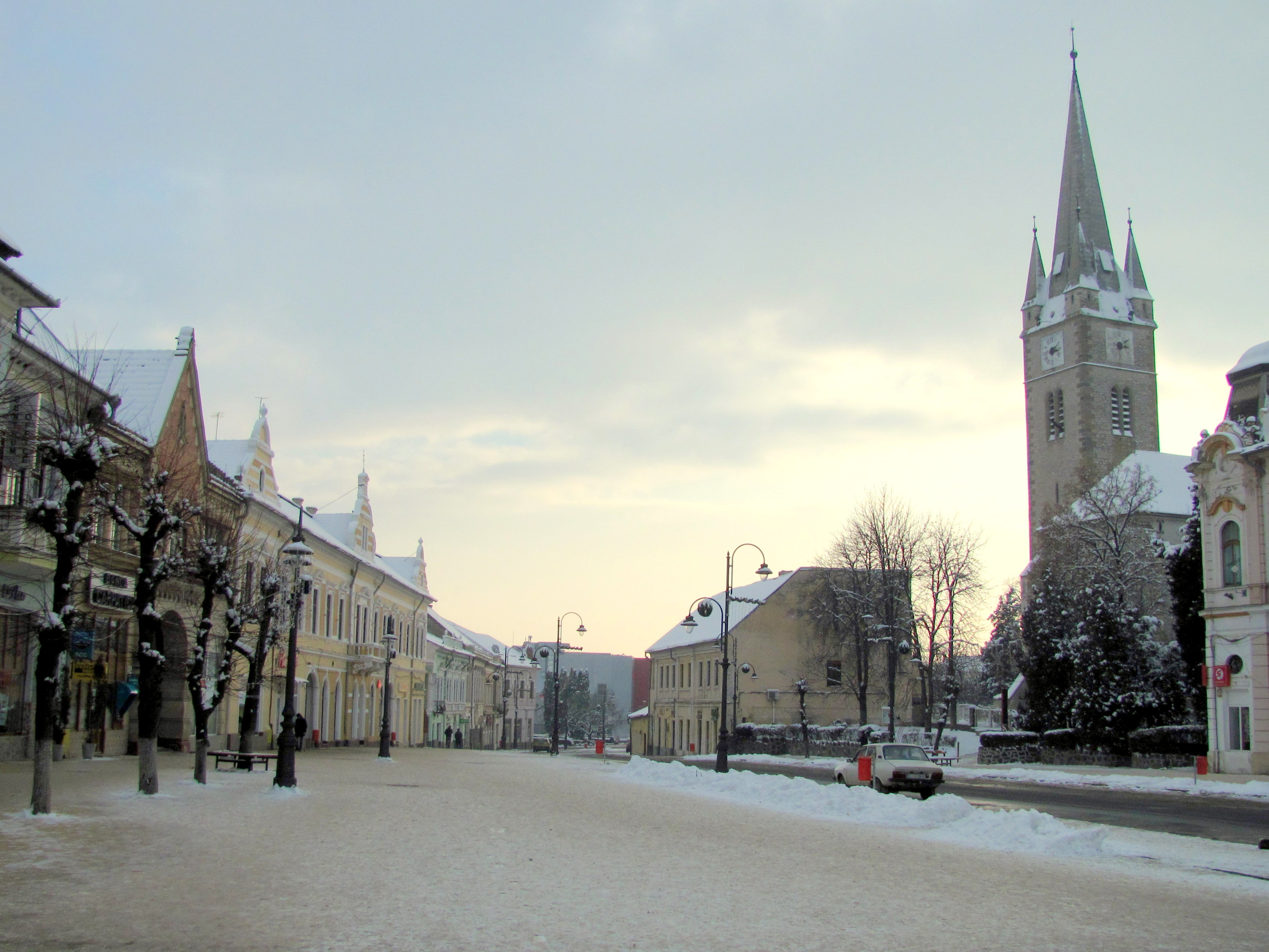
Piața Republicii, iarna

- Epoca preistorică - Există numeroase urme arheologice vechi de cca. 60.000 de ani descoperite în zona Turda în cele 29 de peșteri din Cheile Turzii, Cheile Turului, între satele Tureni, Copăceni, Bădeni, Aiton, Moldovenești, Mihai Viteazul, zona Durgău lângă fostul lac nr. 1 ("Carolina") etc;
- 100-170 - Ptolemeu numește așezarea din Dacia "Potaissa" în lucrarea sa "Geografia";
- 0108 - Localitatea Potaissa, apare menționată pe miliarul de la Aiton. Potaissa este reședința Legiunii a V-a Macedonica.
- 0193 - Potaissa devine "municipium" apoi "colonia";
- 0271 - Retragerea administrației romane în timpul lui Aurelian.
- Datorită prezenței sării, Potaissa cunoaște o dezvoltare și după abandonarea Daciei de către romani fiind descoperite numeroase urme ale unui cartier mesteșugăresc pe Dealul Zânelor.

#### Istoria feudală
- Secolele IX-X - Ardealul era divizat teritorial în 3 formațiuni statale, numite voievodatele lui Gelu, Glad și Menumorut. Turda a aparținut voievodatului lui Gelu.
- Secolele X-XII - Are loc procesul de colonizare treptată a Transilvaniei. Voievodatul Gelu este cucerit de unguri în jurul anului 900.
- 1075 - Prima atestare documentară a localității Turda: minele de sare de la Castrum Turda sunt donate de regele Ungariei călugărilor benedictini
- 1202-1203 - Turda și exploatarea sării din zonă sunt atestate documentar.
- 1271 - Prima atestare documentară a Salinei de la Turda.
- 1279 - Turda devine comitat, unul din cele 7 comitate din Transilvania.
- 1288 - La Turda are loc cea dintâi adunare a nobililor transilvăneni.
- 1311-1340 - Se construiește Biserica Reformată din Turda Nouă.
- 1350-1400 - Se construiește Biserica Reformată din Turda Veche.
- 1366 - Ludovic I al Ungariei emite Decretul de la Turda.
- În secolul al XV-lea se construiește clădirea actualului Muzeu de Istorie fost palat voievodal.
- 1428 - A fost proclamat „Unio Trium Natiorum”, document reinnoit la 1506 care nega drepturile românilor din Transilvania.
- 1437 - Populația nemulțumită din zona Turzii participă la răscoala de la Bobâlna.
- 1437 - In 16 septembrie, Fraterna Unio din 1437 ia măsuri pentru înfrângerea răscoalei. Documentul incheiat la Căpâlna, este ratificat în 1438 la Turda.
- 1458-1504 - Se construiește Biserica Romano-Catolică din Turda.
- 1514 - Albert in fruntea unui grup de lucrători de la Salinele din Turda participă la războiul țărănesc condus de Gheorghe Doja.
- 1568 - Dieta de la Turda proclamă pentru prima dată in Europa libertatea religioasă a patru culte.
- 1601 - La 9 august, este ucis (vezi Mormântul lui Mihai Viteazul) lângă Turda, la 43 de ani, Mihai Viteazul, cel dintâi unificator al celor trei Principate Românești.
- 1613-1629 - Turda cunoaște o mare dezvoltare prin măsurile luate de Gabriel Bethlen.
- 1644 - Gheorghe Rakoczi I conduce armata din Turda la Războiul de 30 de ani.
- 1711-1712 - Balica Nechita din Petrești participă la răscoala antihasburgică având bastionul de luptă în Cheile Turzii.
- 1781 - Edictul de toleranță iozefin a acordat libertate religioasă ortodocșilor și protestanților
- 1782 - Edictul de toleranță iozefin a acordat libertate religioasă mozaicilor.
- 1783 - Impăratul Iosif al II-lea a înființat la Sibiu o episcopie greco-ortodoxă, Mitropolia Ortodoxă a Ardealului din prezent.
- 1782-1784 - S-a înființat prima școală în limba română.
- 1784 - Lucrătorii de la Salina Turda, participă la Răscoala lui Horea, Cloșca și Crișan.

##### Varia
Topografii militari austrieci au marcat pe hărțile iozefine ardelene din 1769-73 și locurile publice de pedepsire a delicvenților, prin simbolul unei spânzurători (semnul π), uneori dublat de cuvântul “Gericht” (în germ. tribunal, justiție). Majoritatea acestor locuri sunt situate în apropierea localităților, pe înălțimi vizibile, care străjuiesc drumurile principale. Locul de supliciu al condamnaților de la Turda s-a aflat pe Dealul Spânzuraților, la ieșirea din oraș spre Cluj-Napoca, pe partea dreaptă a șoselei actuale E60, înainte de intersecția cu drumul care duce spre satul Copăceni.

#### Istoria modernă
- 1810 - În Biserica Între Români din Turda, Vasile Moga este ales primul episcop român al Bisericii Ortodoxe (vezi Mitropolia Ardealului).
- 1828 - Se naște Dr. Ioan Rațiu.
- 1839 - Este sfințită Biserica Rățeștilor, greco-catolică, cu hramul "Adormirea Maicii Domnului" din Turda Veche. Biserica este ctitorie a canon. prepoz. capit. Basiliu Rațiu și a familiei Rațiu.
- 1844 - Dr. J. Hanko amenajează Băile sărate.
- 1847 - În Biserica Între Români din Turda, Andrei Șaguna este ales episcop al Bisericii Ortodoxe.
- 1848 - Turda devine centrul reacțiunii nobiliare. Lupta revoluționarilor este condusă de Avram Iancu, Ioan Ciurileanu, frații Ioan Rațiu (viitorul memorandist) și Partenie Rațiu, verii lor Ioan Rațiu "Tribunul" și Nicolae Mureșan, viitor martir alături de Alexandru Arpadi. Participă la revoluție și Simion Balint din Copăceni, prefect în legiunile lui Avram Iancu. Dr.Ioan Rațiu participă la luptele de la Bucium.
- 1863 - Este înființată școala din Turda Nouă.
- 1865 - Are loc la Turda o consfătuire condusă de Alexandru Șterca-Șuluțiu și Gh.Barițiu împotriva unirii Transilvaniei cu Ungaria 1848.
- 1869 - În Turda are loc o mare consfătuire împotriva pactului dualist.
- 1870 - Se înființează școala din Oprișani.
- 1876 - Se înființează prima școală confesională românească din Turda Veche. Fondurile necesare construcției acesteia au fost asigurate de către Prepozitul Basiliu Rațiu.
- 1877-1878 - Au loc acțiuni de solidarizare cu lupta pentru independență.
- 1880-1892 - Are loc o intensă activitate politică națională condusă de Dr.Ioan Rațiu, militant memorandist.
- 1880 - Se construiește fabrica de bere.
- 1883 - Se organizează "Societatea Meseriașilor".
- 1883 - Se înființează "Banca Arieșană".
- 1898-1906 - Se înființează "Școala de Agricultură".
- 1902 - Moare omul politic Ioan Rațiu.
- 1904-1905 - Se organizează Sindicatul tăbăcarilor și cel al constructorilor.
- 1907 - Se naște sculptorul Ștefan Hajdu, emigrat la Paris în 1927.
- 1908-1909 - Se construiește clădirea actualului liceu "Mihai Viteazul".
- 1911 - Se înființează intreprinderea chimică "Solvay".
- 1913-1914 - Se construiește Fabrica de ciment, cărămizi etc.
- 1917 - Se introduce gazul metan; populația ajunge la 17.000 de locuitori.
- 1918 - Turda devine reședința judetului Turda
- 1918 - La 24 noiembrie, are loc în clădirea fostului hotel Elisabeta, adunarea celor 130 de comune din jud. Turda care alege 500 de delegați pentru adunarea de la 1 decembrie 1918.
- 1921 - Ia ființă Fabrica de Sticlă Turda.
- 1923 - Se ridică Troița de lemn în memoria lui Mihai Viteazul.
- 1930 - Se ridică statuia lui dr.Ioan Rațiu, operă a sculptorului C.Medrea.
- 1934-1945 - Apare revista "Ogorul Școlii".
- 1934 - Se desfășoară la Turda "Congresul Învățătorilor".
- 1935-1938 - Se construiește Catedrala Ortodoxă.
- 1935 - A fost fondată Manufactura Națională de Porțelan "CORAL" Turda
- 1940 - Comisia de trasare a graniței Ardealului de Nord a prevăzut inițial ȋn 1940 ca și Turda să fie cedată Ungariei. Galeazzo Ciano (ministrul italian de externe) si Pellegrino Ghigi (ambasadorul italian ȋn România), au reușit să corecteze la 28 august 1940 granița de sud, lăsând Turda României.[necesită citare]

#### Istoria contemporană
- 1944 - Armata a 2-a Ungară (cantonată în Ardealul de Nord din 1940), susținută de trupe germane, a declanșat la 5 septembrie 1944 o acțiune militară de proporții, cu scopul anexării la Ungaria și a sudului Ardealului. In acea zi a ocupat și Turda. Spre mijlocul lunii septembrie 1944 acțiunea a fost stopată de Armata a 4-a Romȃnă, susținută de trupe sovietice, care au inițiat o contraofensivă. La data de 4 octombrie 1944 Turda fost recucerită de armata romȃnă.
- 1949 - Intră în funcțiune Fabrica de produse refractare „Silica - 9 Mai”.
- 1950-1960 - Se înființează „Intreprinderea de Prefabricate”.
- 1976 - Se înalță grupul statuar Horea, Cloșca și Crișan.
- 1977 - La 9 mai se ridică Obeliscul închinat lui Mihai Viteazul, opera sculptorilor Marius Butunoiu și Vasile Bati.
- 1989 - Au loc acțiuni revoluționare la Turda.
- 1993 - La 6 iunie, are loc dezvelirea monumentului copie după Miliarul de la Aiton, prima atestare epigrafică a Potaissei.
- 1998 - La 25 octombrie, este dezvelită statuia eroului revoluționar Avram Iancu.

## Date geografice
Turda s-a dezvoltat mai ales pe partea stânga a râului Arieș. Altitudinea minimă e de 310 m în extremitatea estică, pe valea Arieșului, iar cea maximă se găsește în nord-estul orașului, pe Dealul Slăninii (436 m). Spre vest, este adăpostit de Dealul Viilor, în prelungirea Dealului Cetății (402 m). În centrul municipiului se unesc Valea Racilor  cu Valea Caldă Mare .
Orașul a fost compus din 3 zone distincte: Turda Veche (de la podul peste Arieș spre nord, cuprinzând zona centrală și terminându-se la capătul străzii Avram Iancu), Turda Nouă (de la strada Avram Iancu spre Cluj) și Oprișani (de la podul peste Arieș spre Câmpia Turzii).

## Demografie
Componența etnică a municipiului Turda
     Români (72,46%)
     Maghiari (5,92%)
     Romi (4,03%)
     Alte etnii (0,17%)
     Necunoscută (17,42%)
Componența confesională a municipiului Turda
     Ortodocși (66,3%)
     Reformați (3,94%)
     Penticostali (3,3%)
     Greco-catolici (1,93%)
     Unitarieni (1,42%)
     Martori ai lui Iehova (1,42%)
     Romano-catolici (1,25%)
     Alte religii (2,04%)
     Necunoscută (18,41%)
Conform recensământului efectuat în 2021, populația municipiului Turda se ridică la 43.319 locuitori, în scădere față de recensământul anterior din 2011, când fuseseră înregistrați 47.744 de locuitori. Majoritatea locuitorilor sunt români (72,46%), cu minorități de maghiari (5,92%) și romi (4,03%), iar pentru 17,42% nu se cunoaște apartenența etnică. Din punct de vedere confesional, majoritatea locuitorilor sunt ortodocși (66,3%), cu minorități de reformați (3,94%), penticostali (3,3%), greco-catolici (1,93%), unitarieni (1,42%), martori ai lui Iehova (1,42%) și romano-catolici (1,25%), iar pentru 18,41% nu se cunoaște apartenența confesională.

### Evoluție istorică

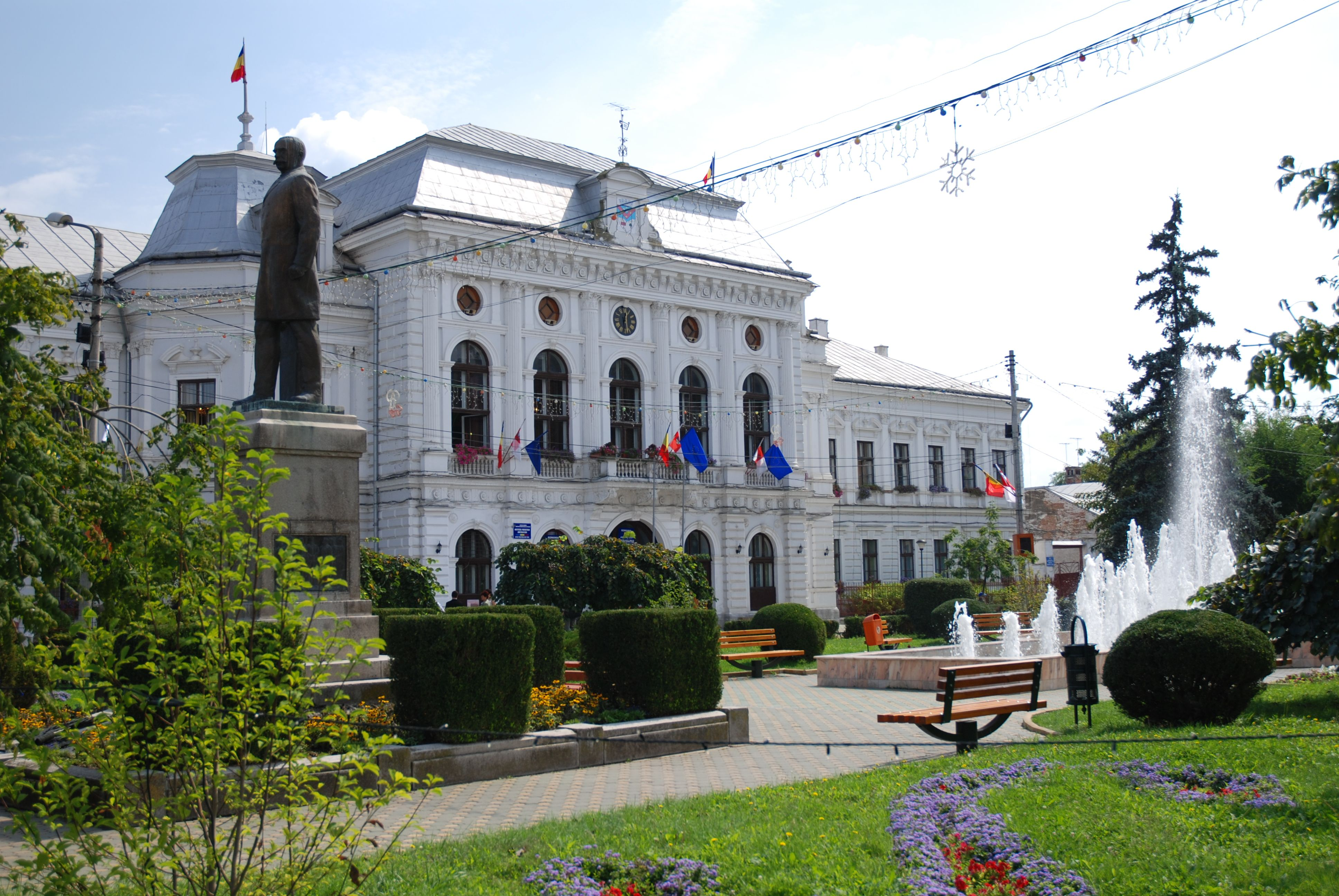
Clădirea Primăriei din Turda

#### Structura pe etnii
| Turda |        |        |          |            |
| Anul  | Total  | Români | Maghiari | Alte etnii |
| 1850  | 8.743  | 1861   | 6287     | 595        |
| 1880  | 10.563 | 2417   | 7609     | 537        |
| 1890  | 12.370 | 2927   | 9045     | 398        |
| 1900  | 13.587 | 3469   | 9433     | 685        |
| 1910  | 15167  | 4184   | 10533    | 450        |
| 1920  | 16692  | 5223   | 10361    | 1108       |
| 1930  | 21428  | 8332   | 10602    | 2494       |
| 1941  | 32170  | 22670  | 7108     | 2392       |
| 1956  | 35606  | 26550  | 7338     | 1718       |
| 1966  | 44980  | 36544  | 7622     | 814        |
| 1977  | 55294  | 46258  | 7718     | 1318       |
| 1992  | 61200  | 51631  | 7114     | 2455       |
| 2002  | 55887  | 47442  | 5618     | 2827       |
| 2011  | 43472  | 36824  | 3906     | 2742       |

#### Structura confesională
| Turda |       |           |                |                 |                   |                 |
| Anul  | Total | Ortodocși | Greco-Catolici | Romano-Catolici | Reformați-Calvini | Alte confesiuni |
| 1850  | 8743  | 621       | 1238           | 1027            | 5076              | 781             |
| 1857  | 8885  | 606       | 1338           | 1230            | 4702              | 1009            |
| 1869  | 9928  | 796       | 1561           | 1371            | 4889              | 1311            |
| 1890  | 12370 | 982       | 2165           | 1710            | 5925              | 1598            |
| 1900  | 13587 | 1066      | 2740           | 1851            | 5928              | 2002            |
| 1910  | 15167 | 1217      | 3373           | 2226            | 6151              | 2200            |
| 1930  | 21428 | 2592      | 5728           | 3196            | 6952              | 2960            |
| 1992  | 61200 | 47207     | 3364           | 1545            | 4888              | 4196            |
| 2002  | 55887 | 44793     | 1954           | 1051            | 3708              | 4381            |

In anul 1930 Turda avea 21.428 locuitori, din care 6.952 reformați-calvini (32,5%), 5.728 greco-catolici (26,7%), 3.196 romano-catolici (14,9%), 2.592 ortodocși (12,1%) și 2.960 alte confesiuni (13,8%).
Scăderea numărului credincioșilor romano-catolici și reformați-calvini între anii 1930-1992 se explică prin refugiul etnicilor maghiari în Transilvania de Nord în urma Dictatului de la Viena din 1940. Saltul numeric în favoarea ortodocșilor în aceiași perioadă se explică prin interzicerea în anul 1948 a Bisericii Greco-Catolice.
La Turda a existat în secolele XVII-XX o mică comunitate germană, care a construit o Biserică Evanghelică-Luterană de confesiune augustană, dărâmată cu acceptul Sinodului Luteran din Sibiu de autoritățile comuniste în anul 1986 (pe motiv că dispăruseră credincioșii luterani din oraș), spre a face loc unei Case de Cultură, ramasă până azi neterminată.
|  | Graficele sunt indisponibile din cauza unor probleme tehnice. Mai multe informații se găsesc la Phabricator și la wiki-ul MediaWiki. |

Date: Recensăminte sau birourile de statistică - grafică realizată de Wikipedia

## Date economice
Economia locală a Turzii este bazată pe industrie în următoarele domenii: materiale de construcții, industrie chimică, industrie metalurgică, porțelan tehnic, sticlă și piese pentru autovehicule. Totodată, orașul este un centru important de industrie ușoară (confecții etc.). În Turda își desfășoară activitatea economică un număr de 2225 firme comerciale.

Principalele întreprinderi au fost înființate în următoarele perioade istorice: 

- înainte de 1918: Salina, Fabrica de Bere, Uzinele Chimice, Fabrica de Ciment, Fabrica de Gips. 

- între 1918-1940 (perioada interbelică): Fabrica de Sticlă, Electroceramica. 

- după 1945: Casirom, Lapp Insulator, Roland Impex.

## Cultură
Pe locul unde astăzi funcționează "Școala Teodor Murășanu" (str. Dr. I.Rațiu nr. 53, fostul Liceu de Fete "Principesa Ileana" din perioada interbelică) a existat prima școală românească din Turda.
În Turda funcționează Muzeul de Istorie, Biblioteca Municipală "Teodor Murășanu", Casa de Cultură, Societatea Culturală "Filarmonia", Societatea Culturală "Rei Culturaes Fautores", Fundația Potaissa, Teatrul Municipal, Clubul Copiilor, Clubul de dans sportiv "Potaissa", Ansamblul folcloric "Potaissa", Colegiul Emil Negruțiu (str.Agriculturii nr. 27), Colegiul Tehnic "Dr.Ioan Rațiu" (str.Ștefan cel Mare nr. 4), Colegiul Tehnic (str.Basarabiei nr. 48), Liceul Teoretic "Liviu Rebreanu" (str.Tineretului nr. 6), Liceul Teoretic "Josika Miklos" (str.B.P.Hasdeu nr. 4) și Colegiul Național Mihai Viteazul (str. Dr. I. Rațiu nr. 111).
Lapidariul, aflat în trecut în părculețul din centrul orașului, mărginit de Biserica Reformată-Calvină din Turda-Veche, de Liceul Teoretic "Josika Miklos" și de fostul Palat al Finanțelor, a fost mutat în anul 2013 în incinta Muzeului de Istorie, unde acum este protejat contra vandalismelor. Conține o colecție impresionantă de vestigii din perioada romană, găsite în perimetrul Turzii (sarcofage, statui, colonade, capiteluri etc).

## Viața religioasă

### Lăcașuri de cult

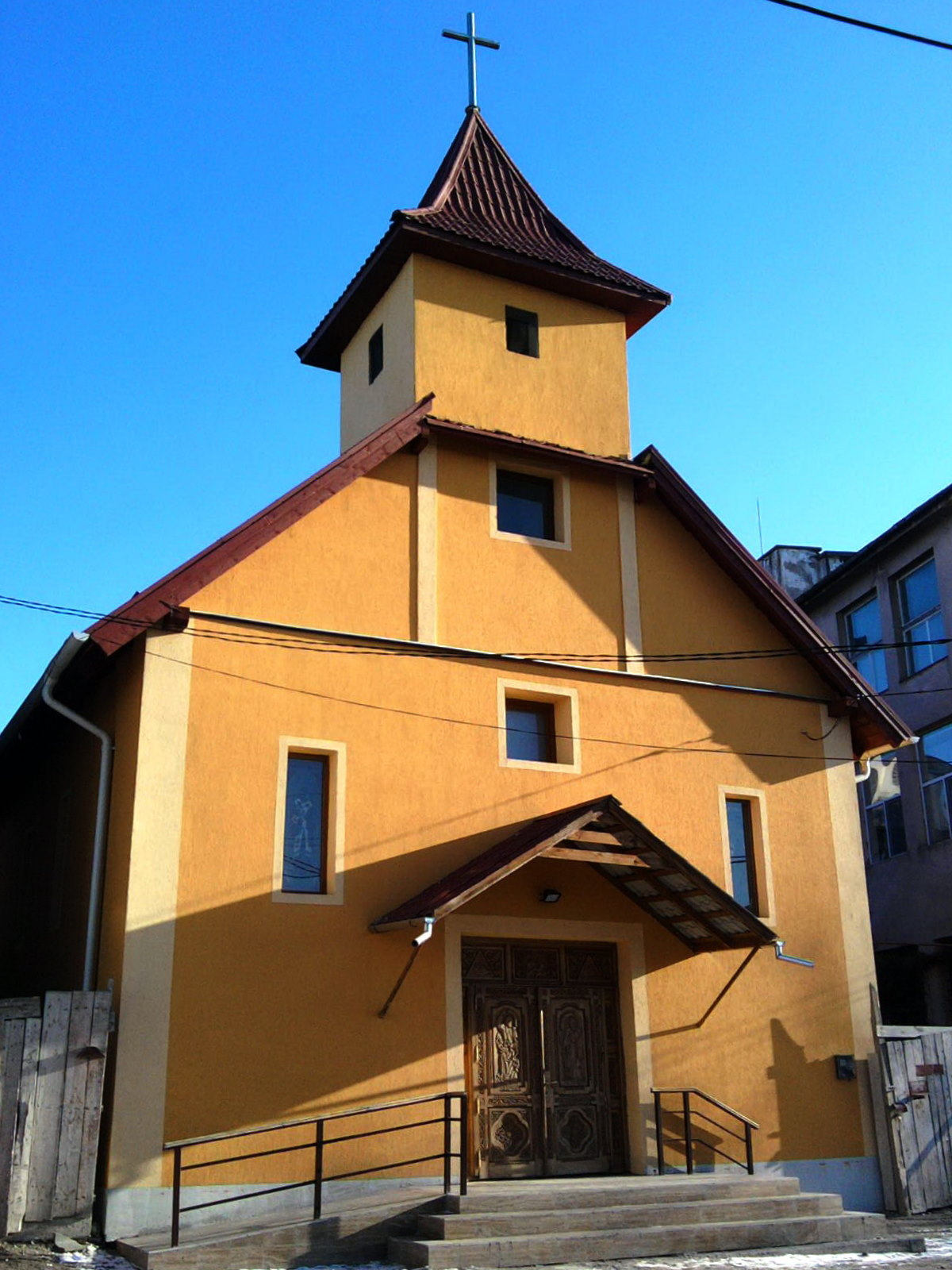
Biserica Greco-Catolică (str.Dacia nr. 2)

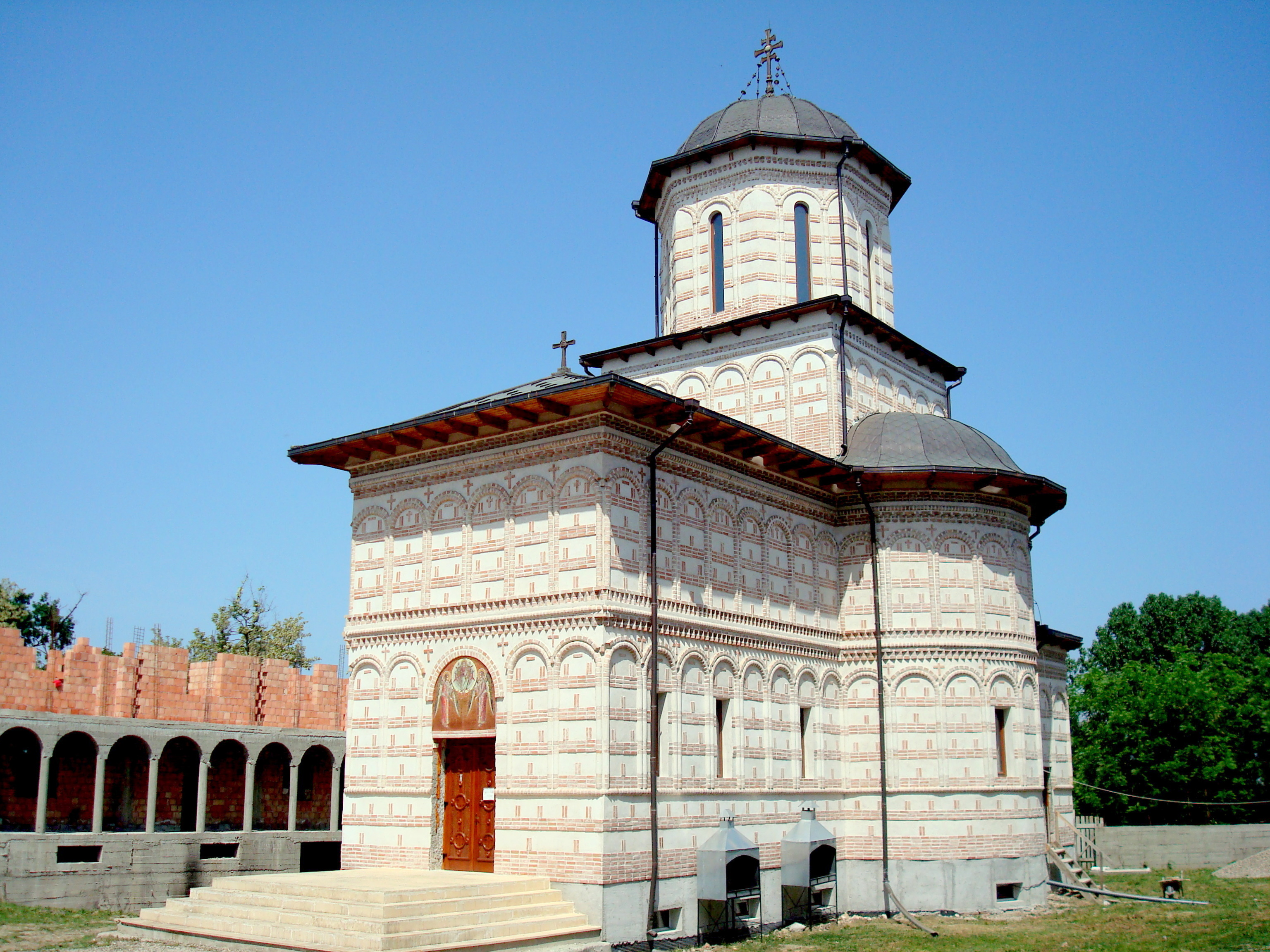
Mănăstirea Ortodoxă (str.Bogata)

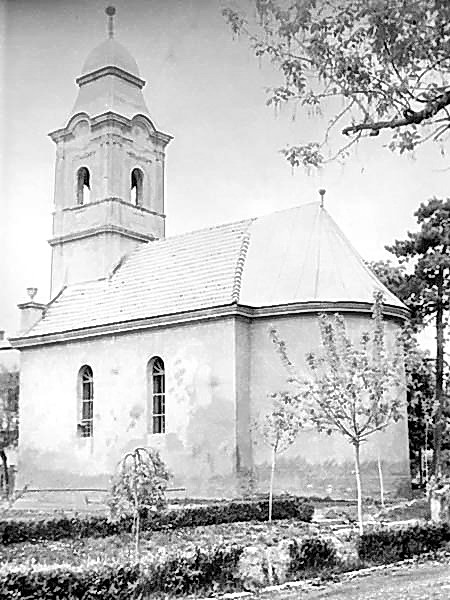
Fosta Biserică Evanghelică-Luterană (demolată în 1986)

- Biserica Romano-Catolică „Sf.Maria”, Piața Republicii nr. 54
- Biserica Franciscană din Turda, „Sf.Ladislau Rege”, str. Avram Iancu nr. 49
- Biserica Reformată-Calvină din Turda-Veche, str. B.P.Hașdeu nr. 1
- Biserica Reformată-Calvină din Turda-Nouă, Piața Basarabiei nr. 10
- Biserica Reformată-Calvină din Turda-Poiana, str. Câmpiei nr. 47
- Biserica Luterană din Turda, demolată în 1986, Piața 1 Decembrie 1918 nr. 27
- Biserica Unitariană, str. Dacia nr. 3
- Biserica Rățeștilor "Adormirea Maicii Domnului", str. Gh.Lazăr nr. 19
- Biserica Între Români "Adormirea Maicii Domnului", str. Sirenei nr. 17
- Catedrala Ortodoxă, „Sf.Arhangheli Mihail si Gavril”, str. Andrei Șaguna nr. 2
- Biserica Șovagăilor „Sf.Treime”, str. Salinelor nr. 10
- Biserica Ortodoxă „Pogorârea Sf. Duh”, str. Frăgăriște nr. 32
- Biserica Ortodoxă „Sf.Ioan Botezătorul”, str. Ștefan cel Mare nr. 12-14 (construcție 2014-2015)
- Biserica Ortodoxă „Învierea Domnului”, cartier Oprișani, Calea Victoriei nr. 31 (colț cu Aleea Plopilor)
- Biserica Ortodoxă „Adormirea Maicii Domnului”, cartier Oprișani, str. Ioan Opriș nr. 1
- Biserica Ortodoxă „Înălțarea Sf.Cruci” (Capela I-II), cartier Oprișani, str. Panseluțelor (fără număr)
- Biserica Ortodoxă “Sf.Gheorghe”, cartier Poiana, str. Poiana nr. 49
- Biserica Ortodoxă "Înălțarea Domnului" Str. Privighetorii nr. 29 Turda Nouă
- Biserica Ortodoxă „Înălțarea Domnului” Str Hărcana
- Mănăstirea Ortodoxă „Sfinții Arhangheli Mihail și Gavril”, str. Bogata
- Biserica Greco-Catolică „Maria, Regină a Păcii și a Sf.Rozariu”, str. Dacia nr. 2
- Biserica Greco-Catolică Turda-Fabrici, str.22 Decembrie 1989 nr.15
- Biserica Greco-Catolică "Sf.Petru și Pavel", cartier Oprișani, Calea Victoriei nr. 3a
- Biserica Greco-Catolică "Adormirea Maicii Domnului", cartier Poiana, str. Câmpiei nr. 69
- Biserica Adventistă “Speranța”, cartier Oprișani, str. Mihai Viteazu nr. 4c (în l. română)
- Biserica Adventistă “IMAHAZ”, str. Axente Sever nr. 38 (în l. maghiară)
- Biserica Evanghelică C.A.[15], str. Vasile Alecsandri nr.12
- Biserica Baptistă “Speranța”, str. G.Coșbuc nr. 9
- Biserica Baptistă, str. Roșiori nr. 2
- Biserica Baptistă, str. Gelu nr. 5
- Biserica Nouapostolică, str. B.P.Hașdeu nr. 13
- Biserica Penticostală Alfa și Omega ("Biserica lui Dumnezeu Apostolică nr. 1"), str. Avram Iancu nr. 23
- Biserica Penticostală Calea Vieții ("Biserica lui Dumnezeu Apostolică nr.2"), str. Caisului nr.3
- Biserica Penticostală Filadelfia ("Biserica lui Dumnezeu Apostolică nr. 3"), cartier Oprișani, str. Tineretului nr. 40
- Biserica Penticostală Filadelfia ("Biserica lui Dumnezeu Apostolică"), str. Bicazului nr. 9
- Biserică Penticostală, cartier Oprișani, str. Hațegului nr. 2d
- Biserica Penticostală Betel[16], str. 22 Decembrie 1989 nr. 10
- Biserica Penticostală Speranța nr. 2, cartier Poiana, str. I.L.Caragiale F.N.
- Sala Regatului a Martorilor lui Iehova, str. N.Iorga nr. 44a
- Sala Regatului a Martorilor lui Iehova, cartier Oprișani, str. Detunata nr. 9
- Biserica Evanghelică Metodistă Unită "Maranata"[17], str.Salinelor 7
- Sinagoga, str. M.Eminescu nr. 24-28

La Wikimedia-Commons se găsesc imagini ale tuturor lăcașurilor de cult din Turda.
Pe situl Biserici.org se pot urmări imagini și informații actualizate ale bisericilor din Turda.

### Case parohiale
- Parohia Turda Capelă I (Biserica "Înălțarea Sfintei Cruci")

- Parohia Bisericii Romano-Catolice: Piața Republicii nr. 1
- Parohia Bisericii Franciscane: str. Avram Iancu nr. 49
- Parohia Bisericii Reformate-Calvine din Turda Veche: str. Dr.Ion Ratiu nr. 44
- Parohia Bisericii Reformate-Calvine din Turda Nouă: Piața Basarabiei nr. 10
- Parohia Bisericii Reformate: str.Câmpiei nr. 64
- Parohia Bisericii Unitariene: str. George Cosbuc nr. 12
- Parohia Bisericii Baptiste: str. Gelu nr. 5
- Parohia Bisericii Evanghelice C.A: str.Vasile Alecsandri nr. 12
- Parohia Turda Nouă II - str.Gheorghe Barițiu nr. 19
- Parohia Ortodoxă Română Turda II - str.Gheorghe Lazăr nr. 21
- Parohia Ortodoxă Română Turda Veche - str.Ion Moldovan nr. 2
- Parohia Bisericii Ortodoxe „Sf.Ioan Botezătorul” - str. Panait Cerna nr. 24
- Parohia Ortodoxă Română Oprișani I - str.Ioan Opriș nr. 7
- Parohia Ortodoxă Română Oprișani II - Calea Victoriei nr. 31A
- Parohia Ortodoxă Română Oprișani III - Calea Victoriei
- Parohia Bisericii Române Unită Greco-Catolică Poiana - str.Câmpiei nr. 82

## Obiective turistice
În Turda și împrejurimi există numeroase obiective istorico-culturale interesante, cum ar fi:
- Castrul roman Potaissa - zona Cetate
- Miliarul de la Aiton - Piața 1 Decembrie 1918
- Lapidariul din Turda - zona Centru
- Palatul Princiar din Turda (Muzeul de Istorie) - zona Centru
- Biserica Reformată-Calvină din Turda-Veche - zona Centru
- Biserica Reformată-Calvină din Turda-Nouă - zona Turda Nouă
- Biserica Romano-Catolică din Turda - zona Centru
- Catedrala Ortodoxă din Turda - zona Centru
- Teatrul Municipal din Turda - zona Centru
- Judecătoria din Turda - zona Centru
- Primăria din Turda - zona Centru
- Statuia Dr. Ioan Rațiu - zona Centru
- Mormântul lui Mihai Viteazul - str.Bogata
- Salina Turda - zona Turda Nouă-Durgău
- Lacurile Durgău - cu ștrand modern amenajat
- Băile Sărate
- Grădina zoologică - zona Băi Sărate
- Cheile Turzii
- Cheile Turului
- Cascada Ciucaș
- Muntele Băișorii aproape de comuna Băișoara
- Săndulești
- Cetatea Liteni
- Cetatea Trascăului
- Rimetea

## Obiectiv memorial
Cimitirul eroilor din cel De-al Doilea Război Mondial, construit în anul 1946, este amplasat în cadrul Cimitirului Central din localitate. Suprafața acestuia este de 1.480 mp. În cadrul necropolei sunt înhumați 384 eroi, din care 341 necunoscuți și 43 cunoscuți.

## Administrație
Municipiul Turda este administrat de un primar și un consiliu local compus din 21 consilieri. Primarul, Cristian-Octavian Matei[*], de la Partidul Național Liberal, este în funcție din 2016. Începând cu alegerile locale din 2024, consiliul local are următoarea componență pe partide politice:
|  | Partid                                 | Consilieri | Componența Consiliului | Componența Consiliului | Componența Consiliului | Componența Consiliului | Componența Consiliului | Componența Consiliului |
|  | -------------------------------------- | ---------- | ---------------------- | ---------------------- | ---------------------- | ---------------------- | ---------------------- | ---------------------- |
|  | Alianța pentru Unirea Românilor        | 6          |                        |                        |                        |                        |                        |                        |
|  | Partidul Național Liberal              | 5          |                        |                        |                        |                        |                        |                        |
|  | Alianța Dreapta Unită                  | 5          |                        |                        |                        |                        |                        |                        |
|  | Partidul Social Democrat               | 4          |                        |                        |                        |                        |                        |                        |
|  | Uniunea Democrată Maghiară din România | 1          |                        |                        |                        |                        |                        |                        |

Turda este împărțită în mai multe cartiere: Turda Veche (centrul vechi), Turda Nouă, Poiana, Oprișani (alcatuită din microraioanele Micro I, II, III și IV), Poștarât, Hărcana, Sfântu Ion și Petrilaca.
În cartierul Oprișani denumirea de "microraion" este atribuită zonelor de blocuri construite începând din anul 1968 și până în prezent.
Alte zone din Turda au încă denumiri asociate unor persoane ce au locuit în zona respectivă ("La Bocoș") sau unor instituții cunoscute: "La LMV" (Liceul "Mihai Viteazu"), "Lângă Spital", "La Biserică", "La Materna" etc.

## Relații externe
Turda este înfrățită cu mai multe orașe din alte țări:
- Angoulême (Franța)
- Hódmezővásárhely (Ungaria)
- Bihartorda (Ungaria)
- Torda (Serbia)
- Putten (Țările de Jos)
- Santa Susanna (Spania)

## Personalități
- Basiliu Rațiu (1783 - 1870), ctitorul bisericii protopopiale greco-catolice a Rățeștilor din Turda;
- Ioan Rațiu (1828 - 1902), președintele Partidului Național Român din Transilvania, memorandist;
- Ioan Opriș (1879 - 1918), preot ortodox, martir;
- Eugenia Mesaroșiu (1882 - 1923), deputat în Marea Adunare Națională de la Alba Iulia 1918;
- Augustin Rațiu (1884 - 1970), avocat, decorat cu ordinul "Crucea Română" în gradul de cavaler (1923);
- Vasile Cerghizan (1885 - 1968), om de cultură, protopop greco-catolic;
- Teodor Murășanu (1891 - 1966), poet, eseist și profesor;
- Coriolan Sabău, (1897 - 1974), profesor, protopop greco-catolic, deținut politic;
- Nicolae Hristea (1906 - 2001), pedagog;
- Pavel Dan (1907 - 1937), scriitor și pedagog;
- Ștefan / Etienne Hajdu (1907 - 1996), sculptor;
- Ádám Anavi (1909 - 2009), scriitor, poet, dramaturg;
- Ioan I. Russu (1911 - 1985), istoric, filolog, academician;
- Ion Rațiu (1917 - 2000), membru marcant al PNȚCD, deputat de Cluj;
- Eta Boeriu (1923 - 1984), poetă și traducătoare;
- Ion Cristoreanu (1925 - 1995), interpret de muzică populară;
- Andrei Avram (1930 - 2018), lingvist, membru al Academiei române;
- Aurel Dragoș Munteanu (1942 - 2005), scriitor și diplomat;
- Ovidiu Iuliu Moldovan (1942 - 2008), actor;
- Aurel Terec (1945 - 2007), sculptor;
- Marian Odangiu (n. 1954), scriitor, realizator de emisiuni radio;
- Paul Surugiu (n. 1976), interpret de muzică ușoară, cunoscut ca Fuego;
- Horia Crișan (n. 1991), fotbalist;
- Radu Crișan (n. 1996), fotbalist.

## Galerie de imagini
Pentru mai multe imagini, vezi Wikimedia Commons - Turda și Wikimedia Commons - Category:Turda.

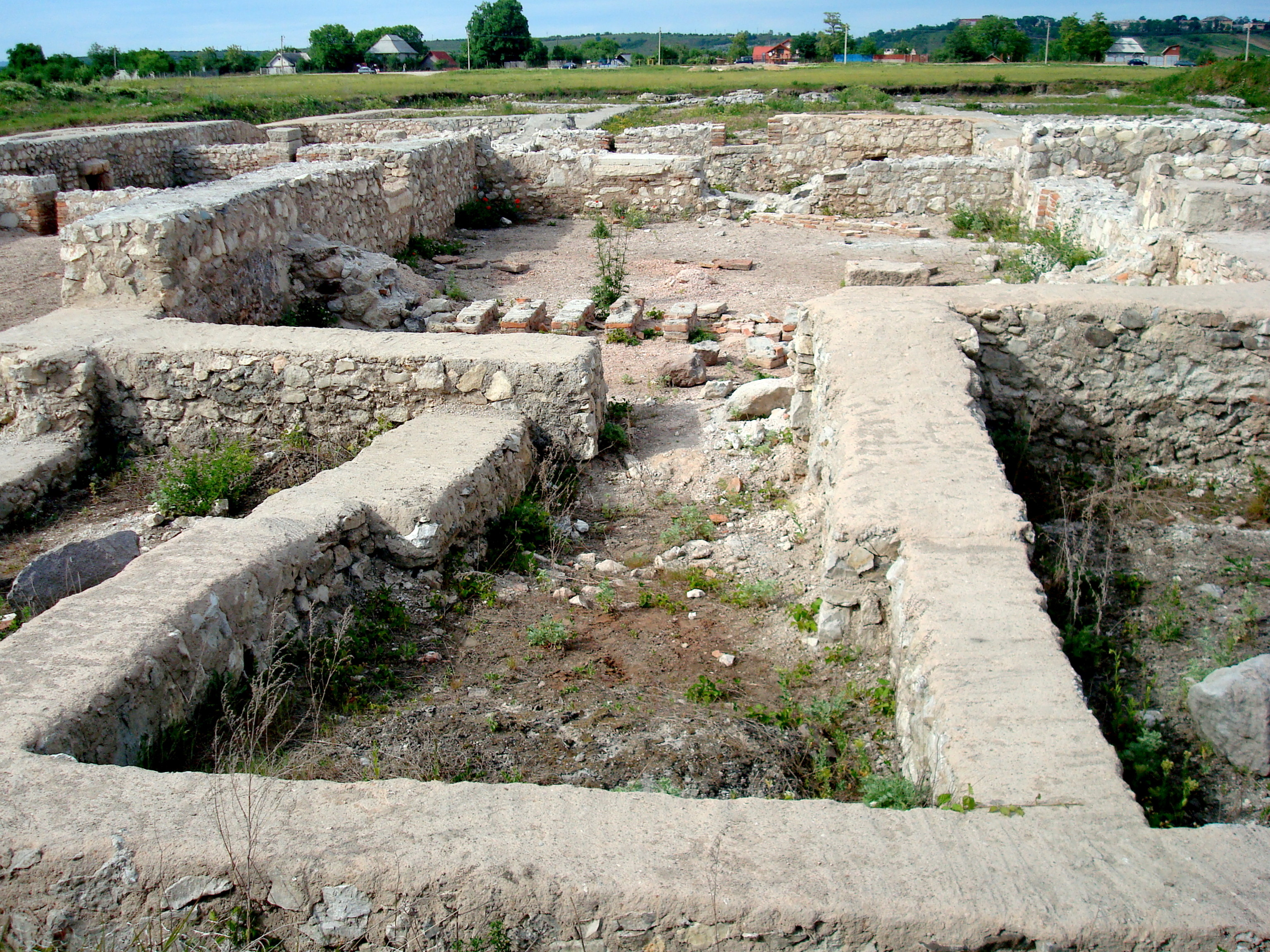
Castrul roman Potaissa
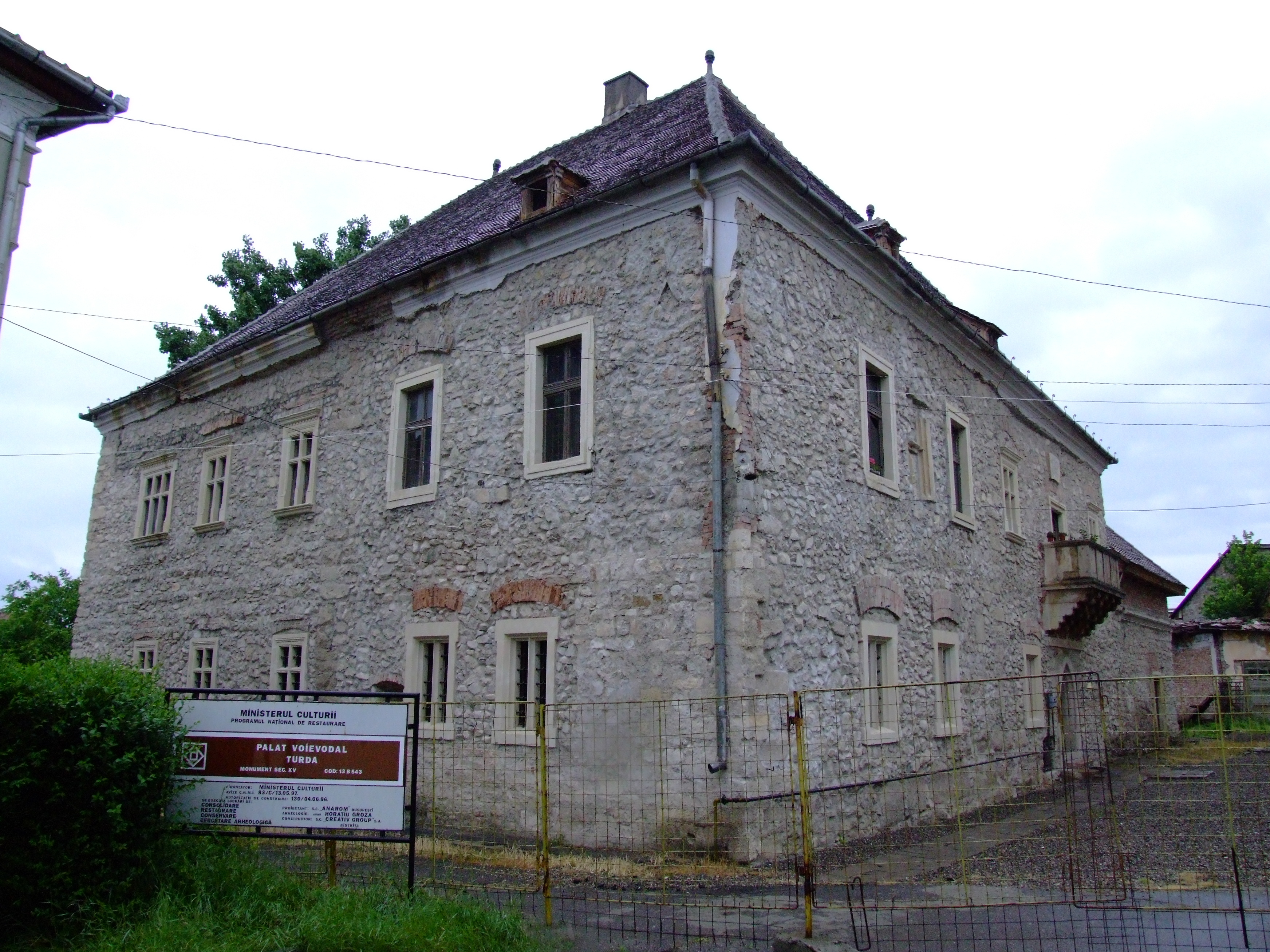
Muzeul de Istorie Fost Palat Voievodal
Catedrala Ortodoxă
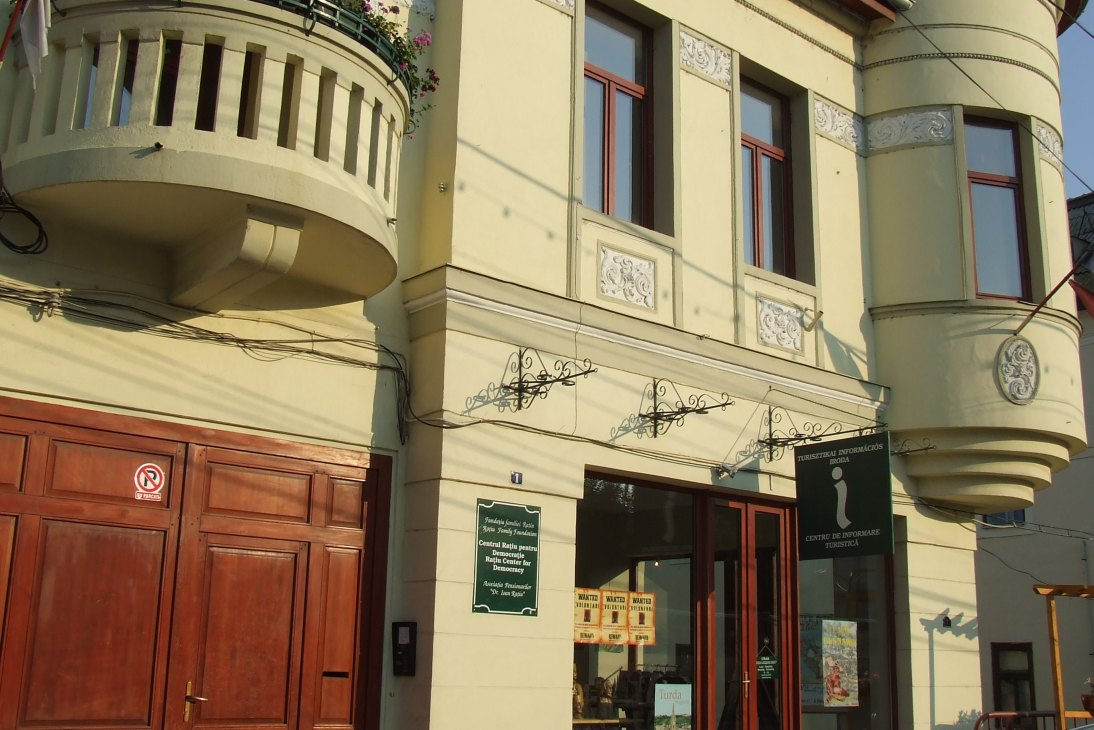
Centrul Rațiu pentru democrație
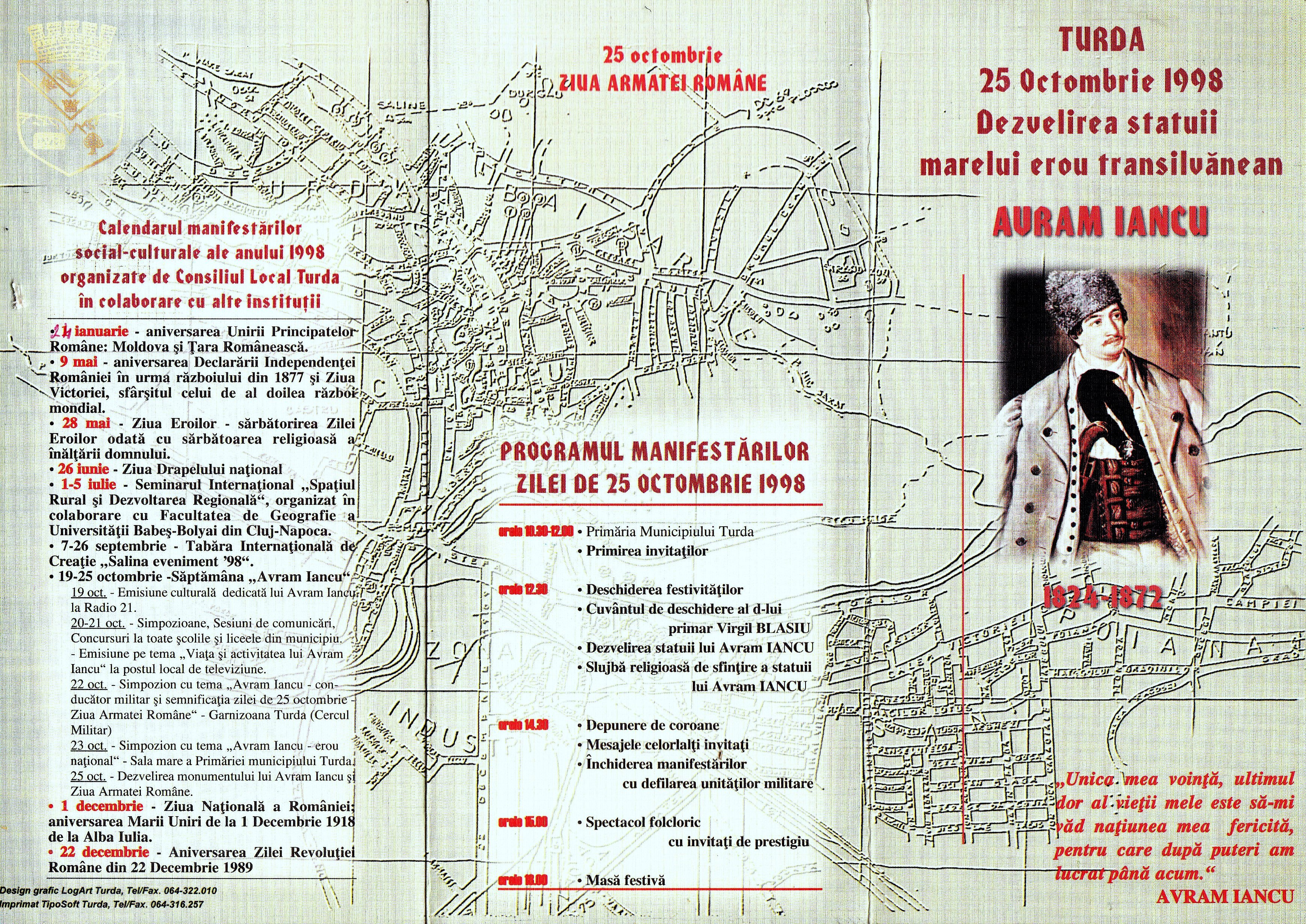
Pliant, pag.1 editat de Primăria Municipiului Turda cu ocazia dezvelirii statui lui Avram Iancu
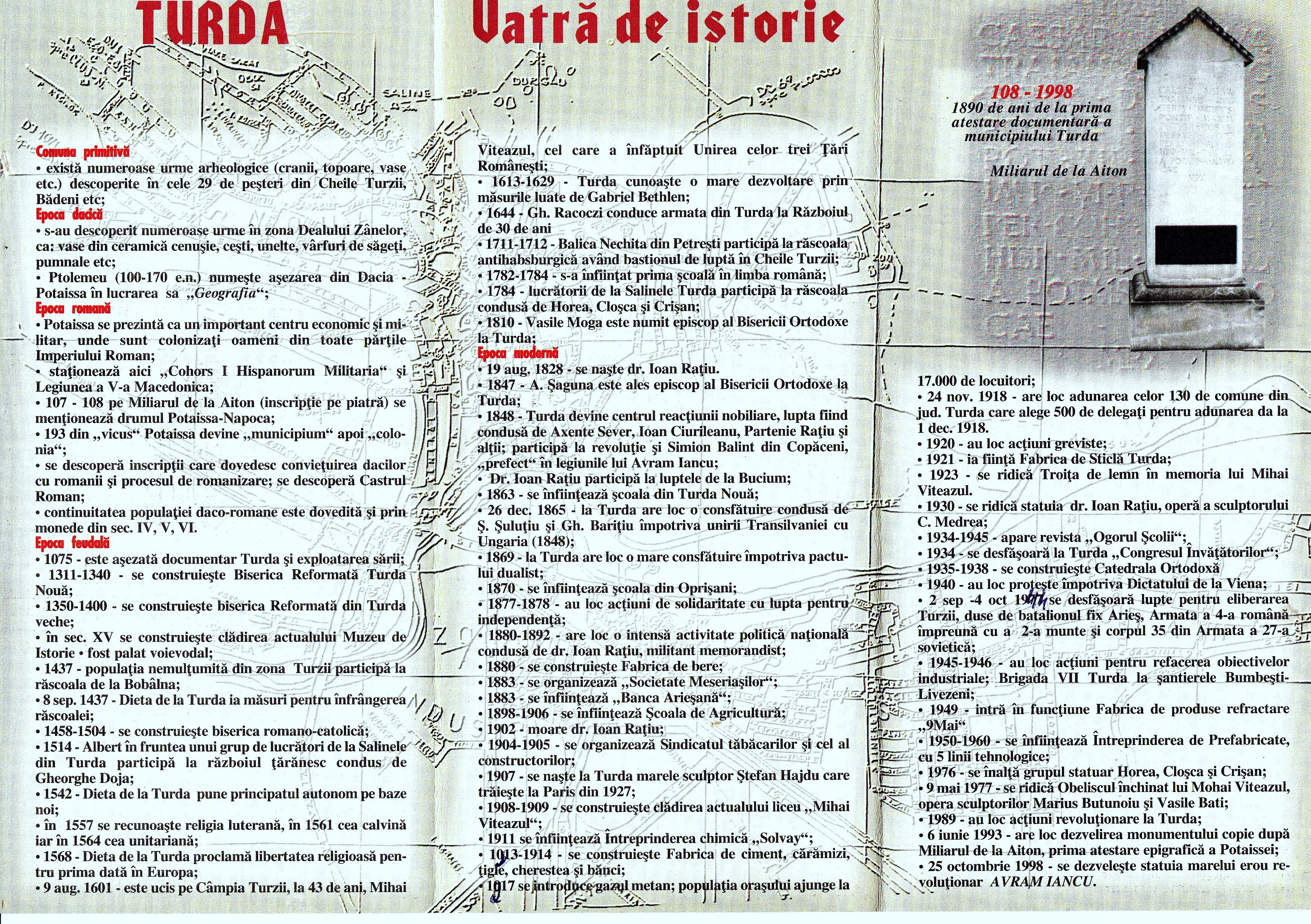
Pliant, pag.2 editat de Primăria Municipiului Turda cu ocazia dezvelirii statui lui Avram Iancu
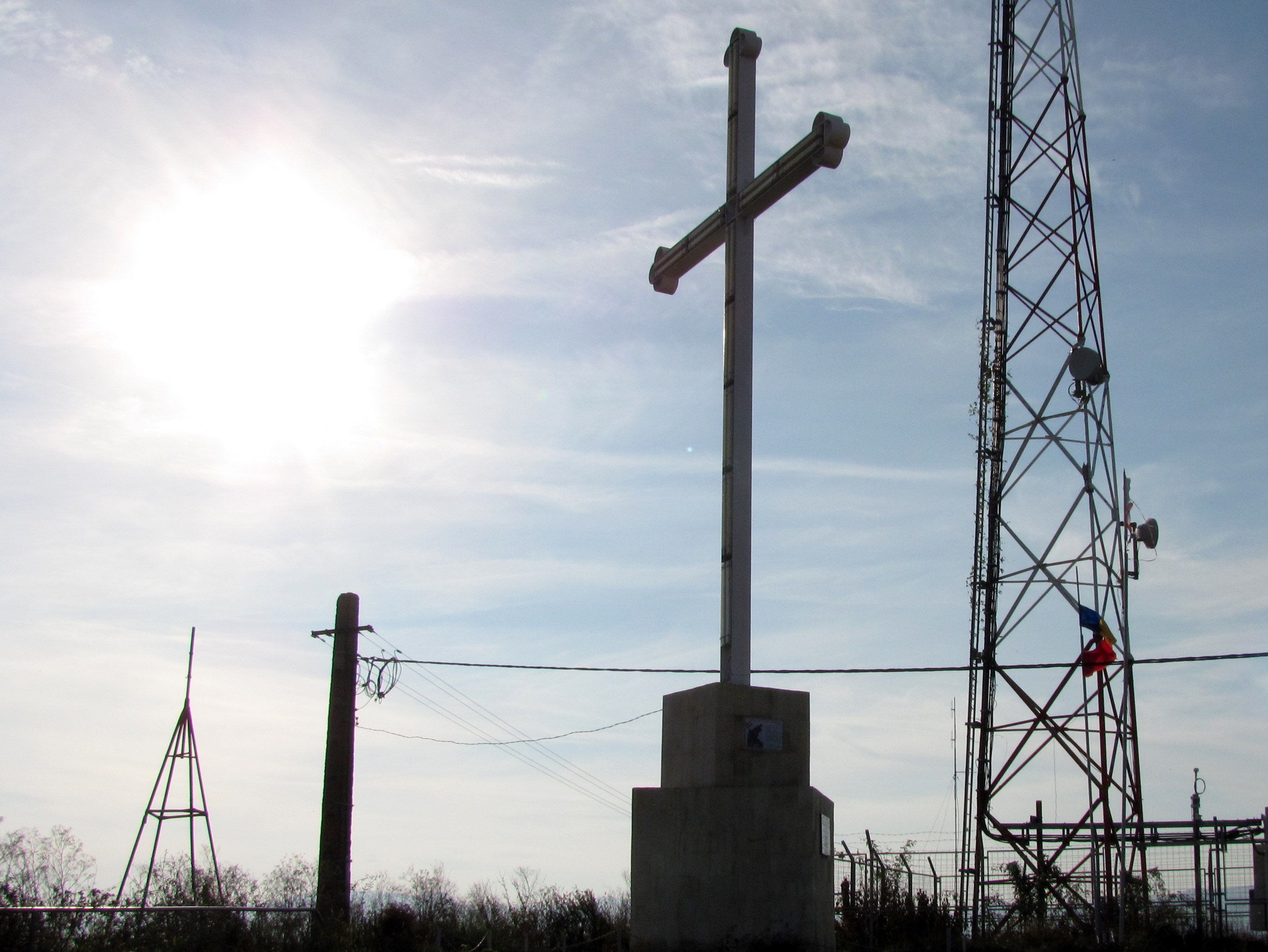
Crucea Mântuirii Neamului
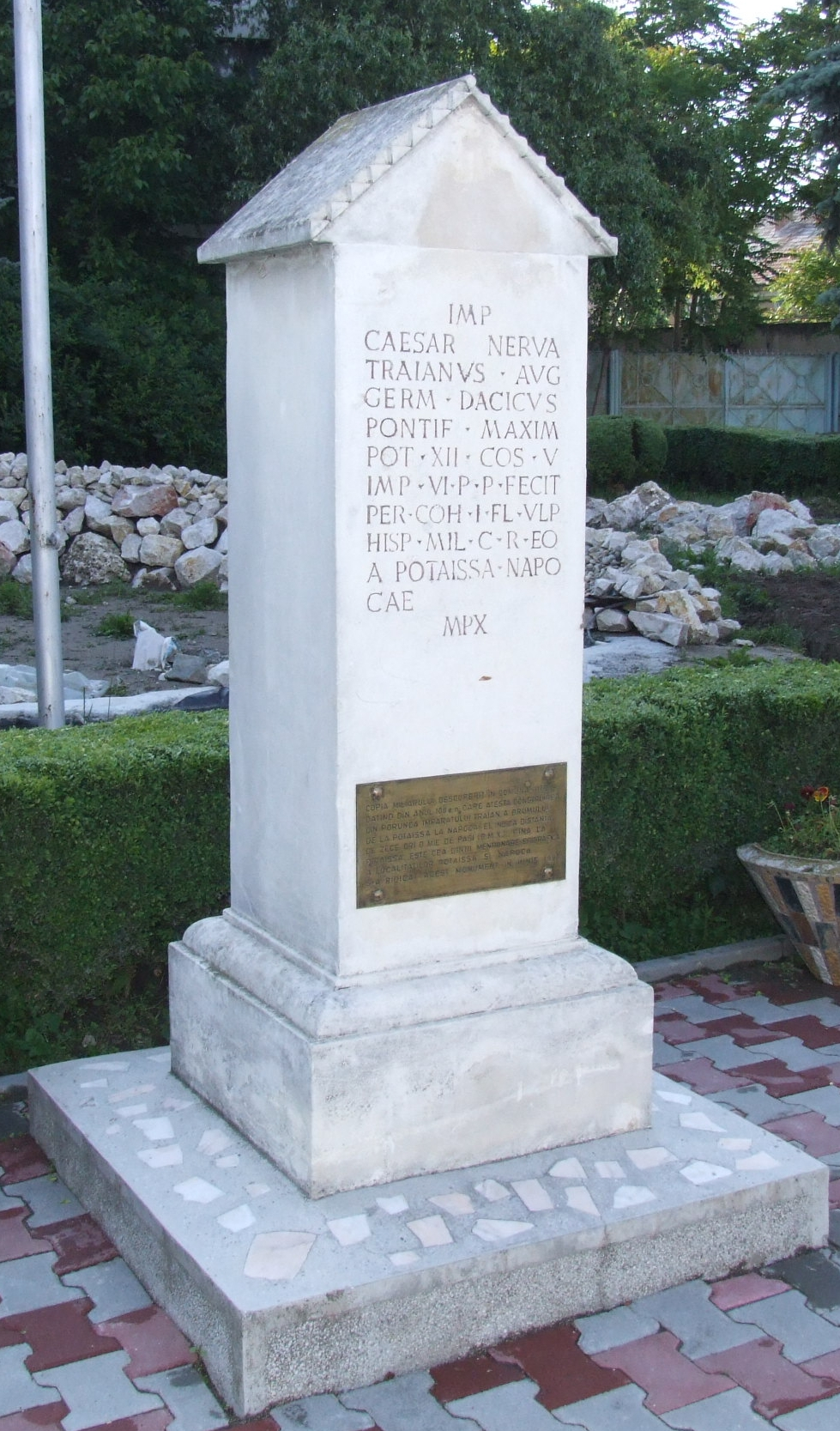
Copia miliarului de la Aiton
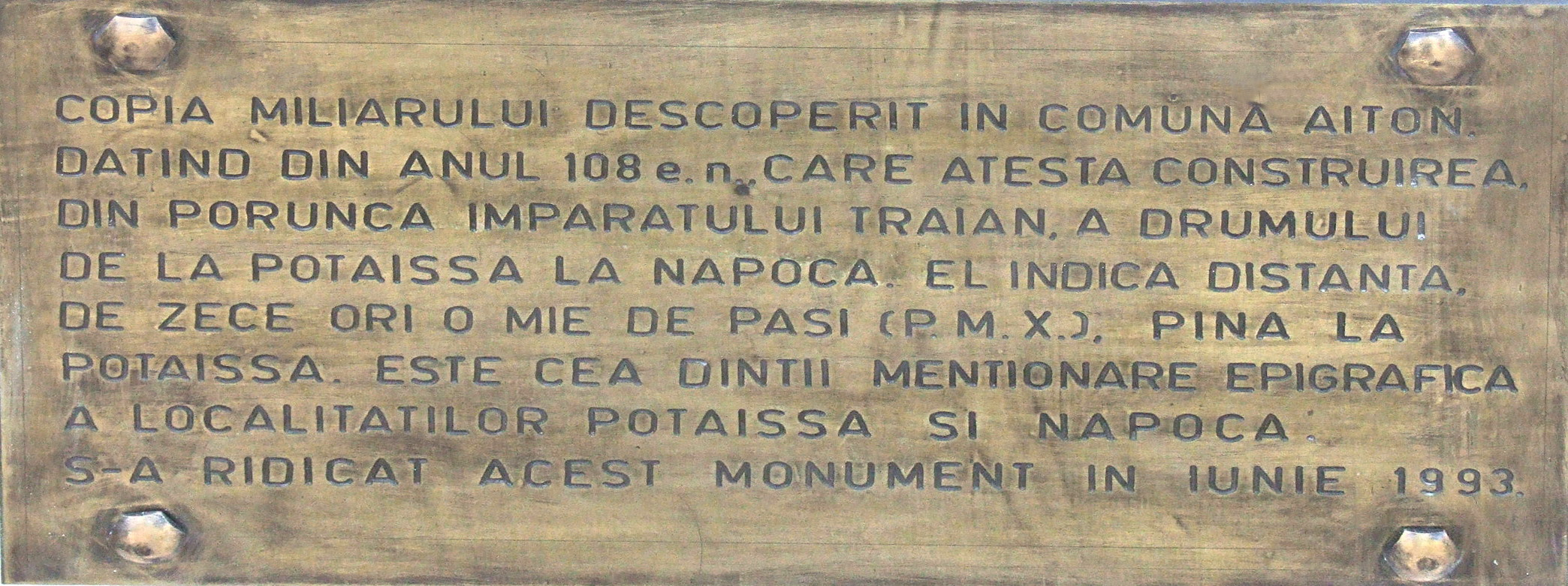
Miliarul de la Aiton - detaliu
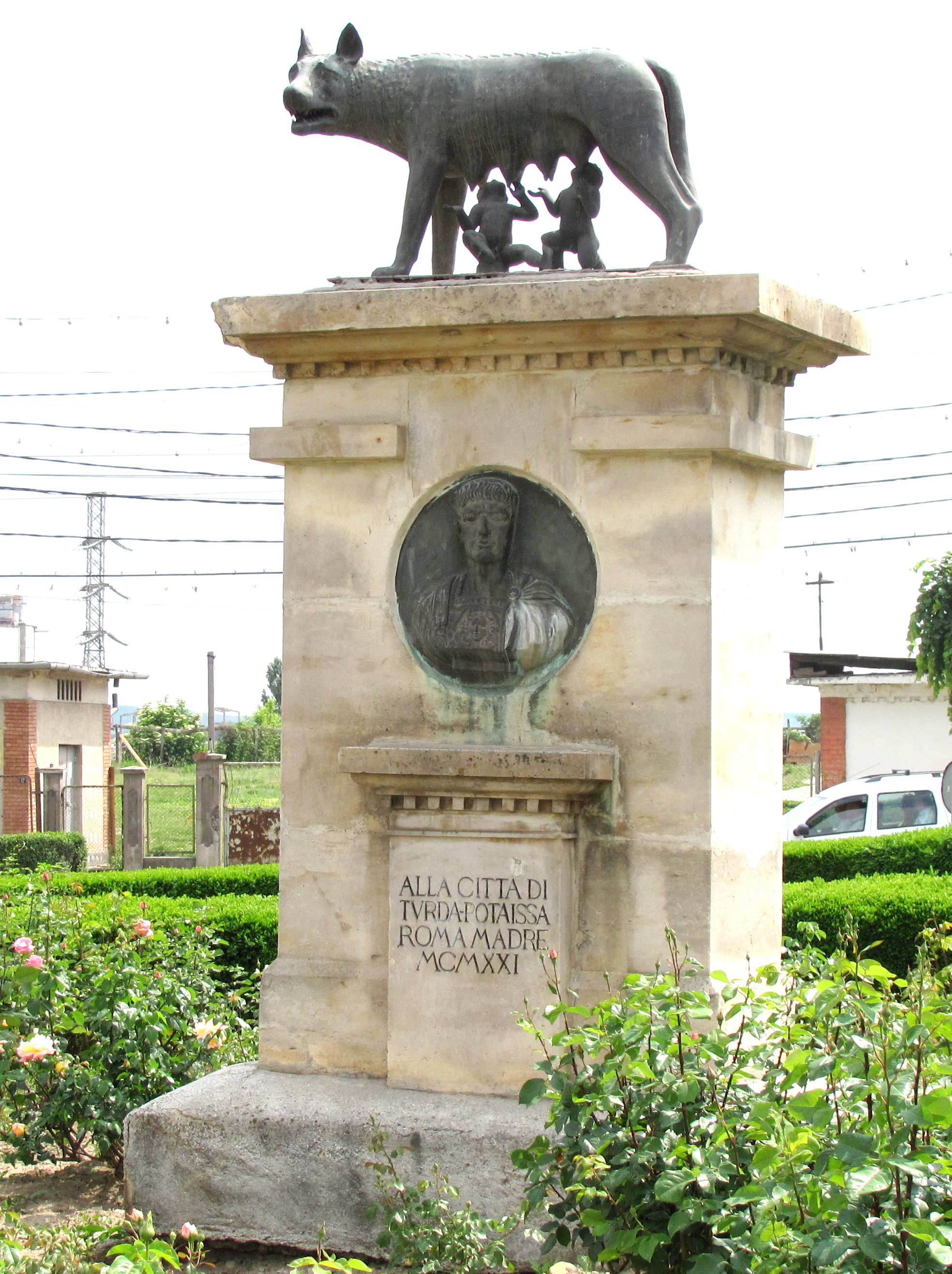
Statuia Lupa Capitolina (Piata Romană)
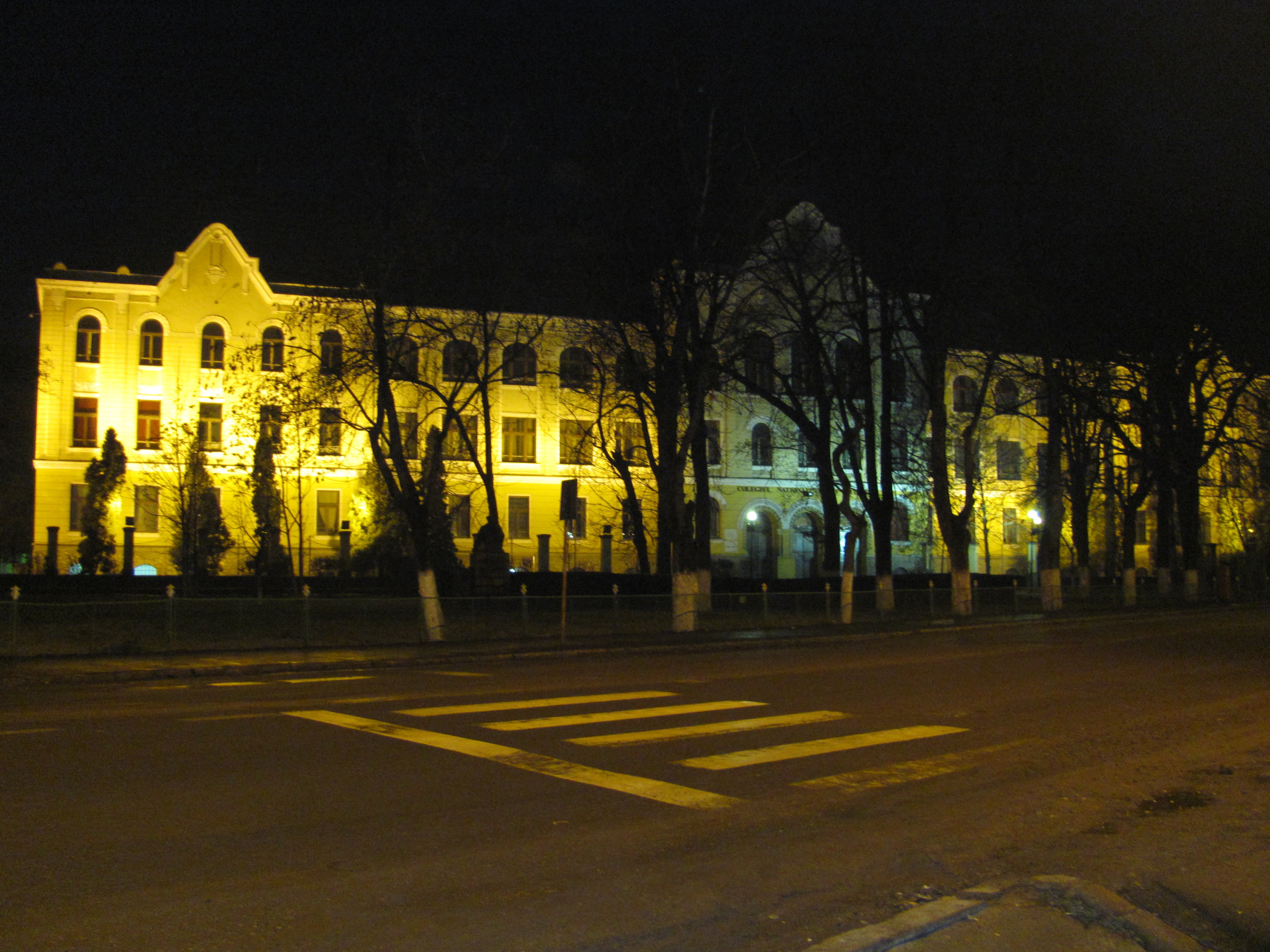
Colegiul Național „Mihai Viteazul” din Turda Str.Dr.Ioan Rațiu, nr.111
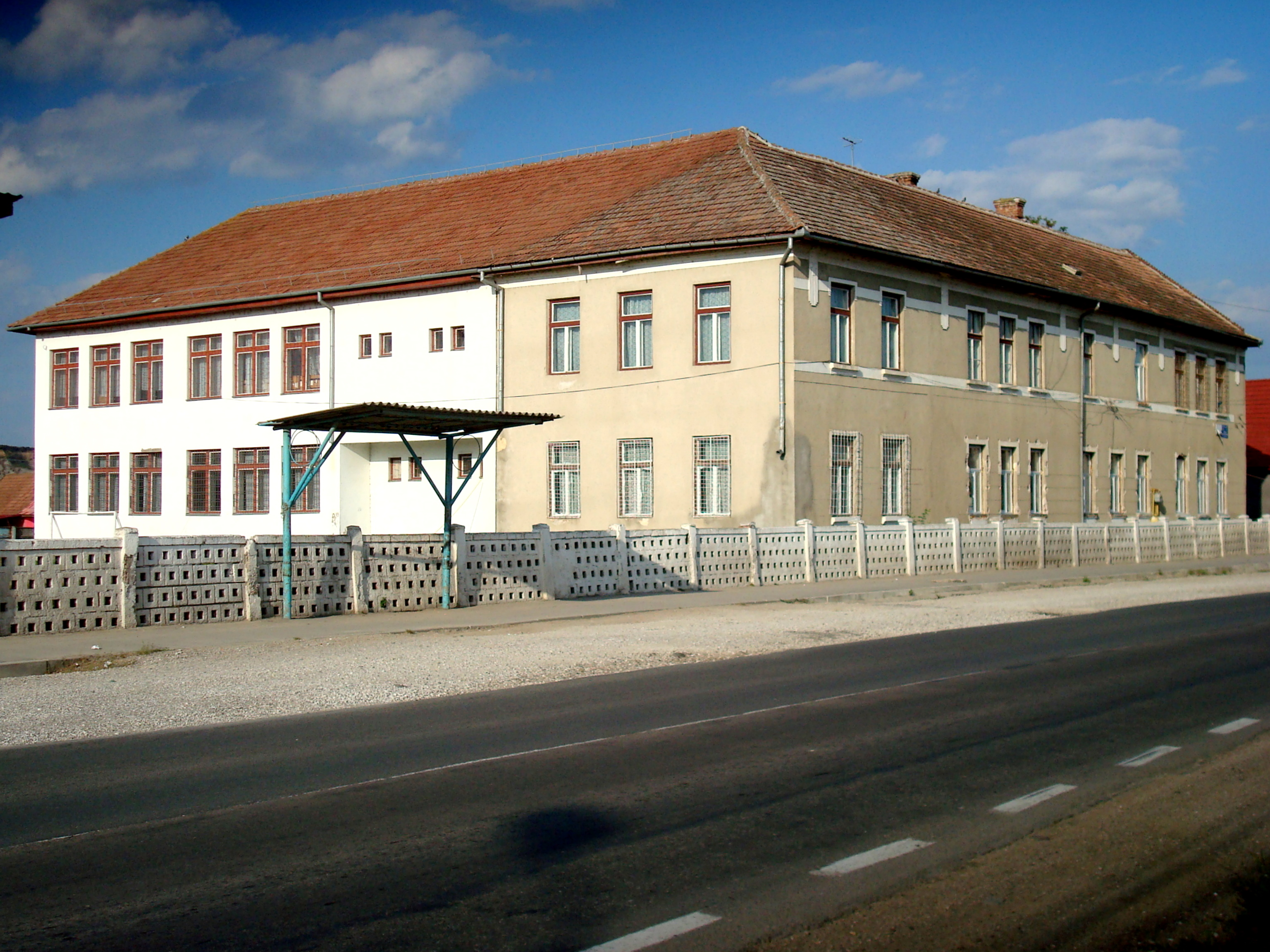
Școala de Arte și Meserii (str. Câmpiei nr. 51)
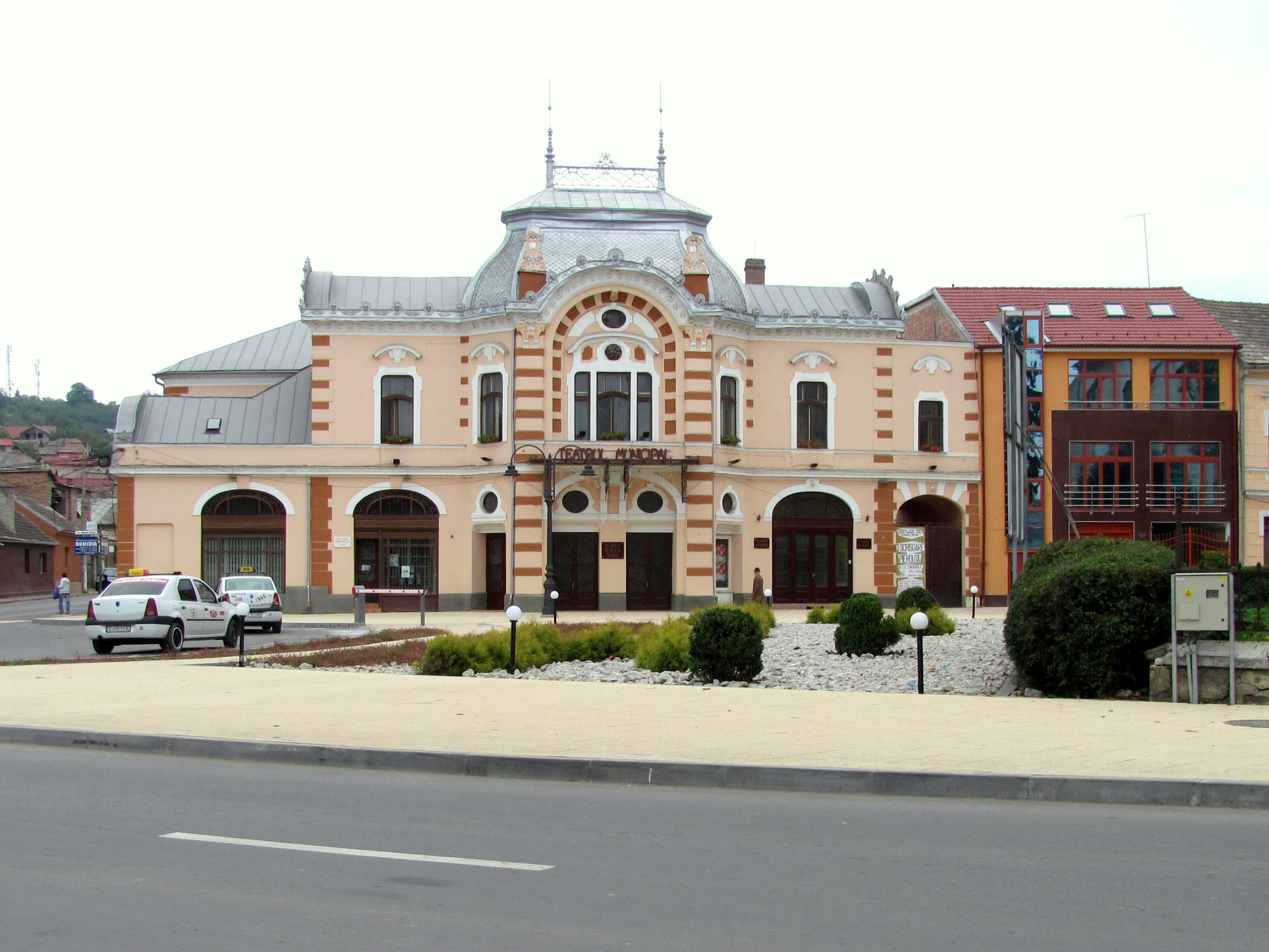
Teatrul Municipal din Turda (Piața Republicii nr. 52)
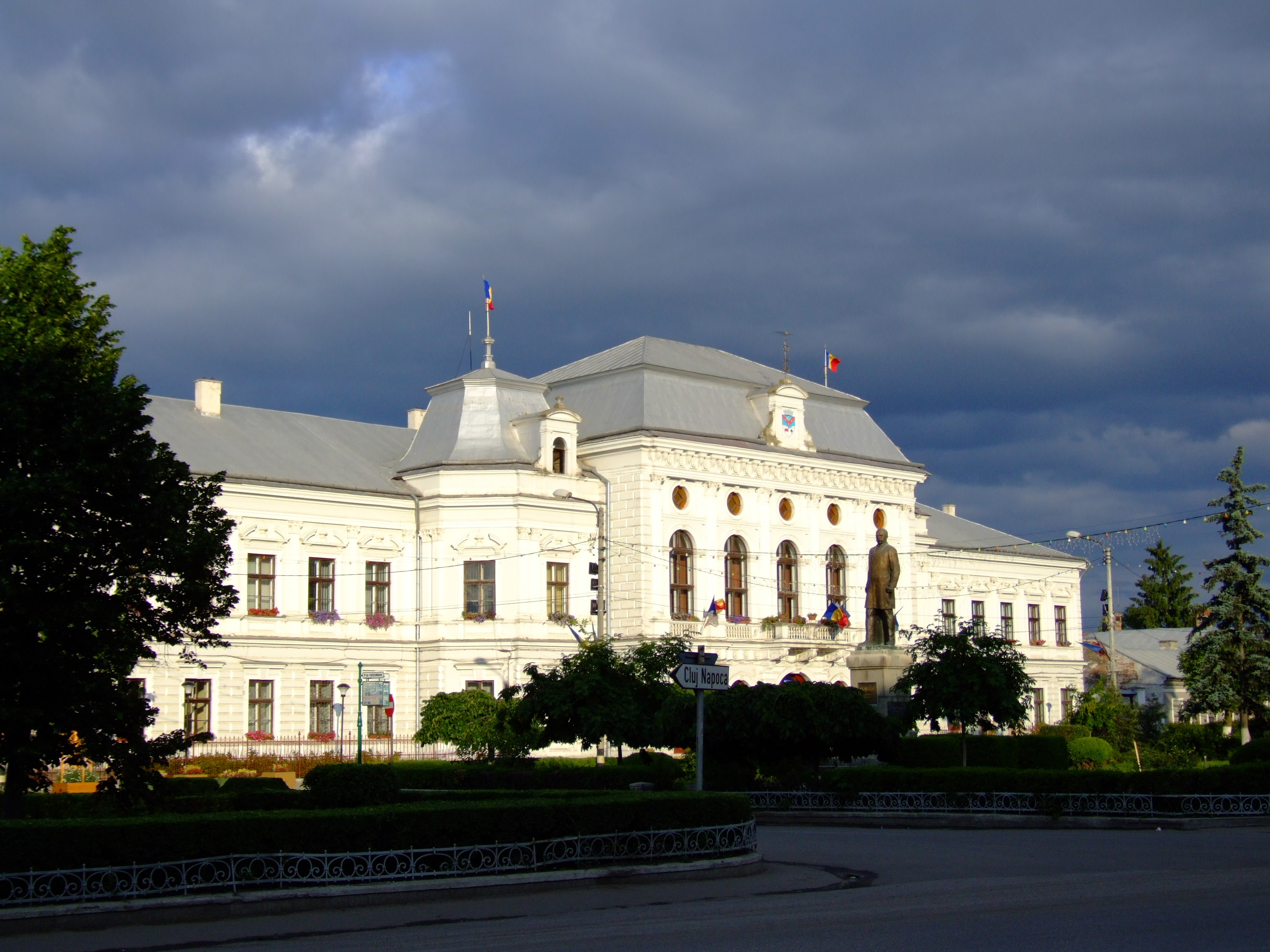
Primăria Municipiului Turda
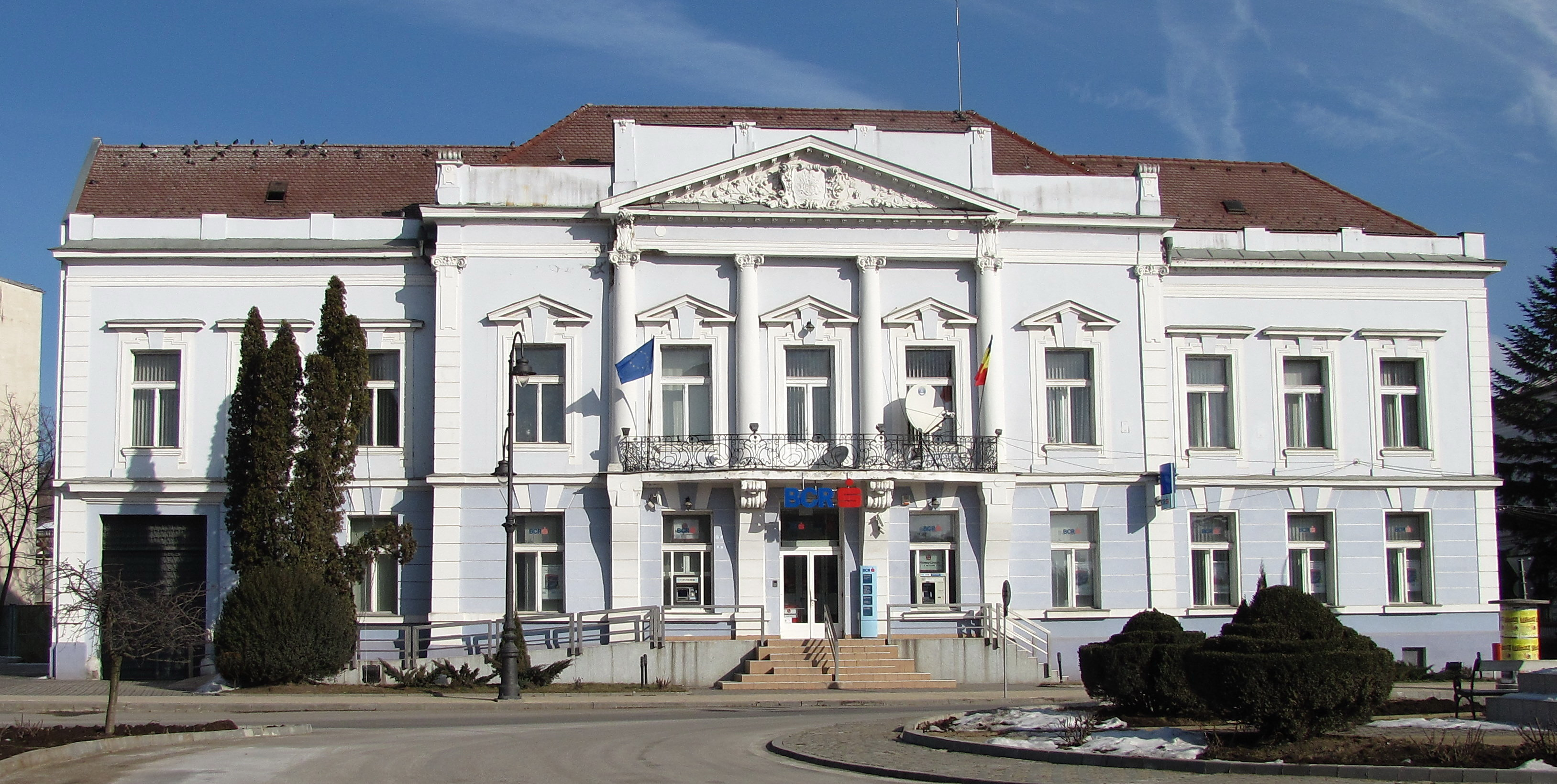
Banca Comercială (Piața 1 Decembrie 1918)
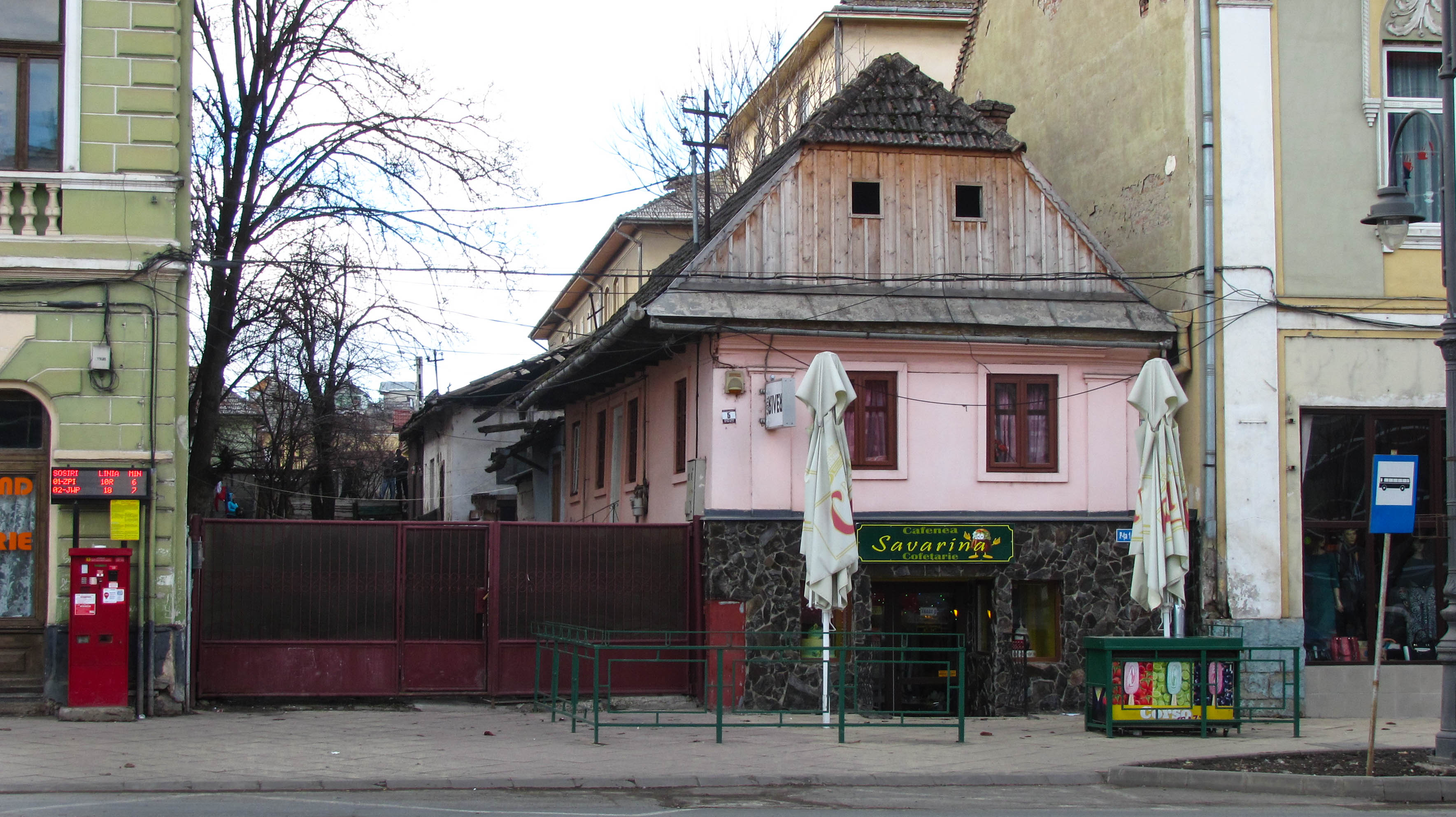
Casă rurală (Piața 1 Decembrie 1918, nr. 5)
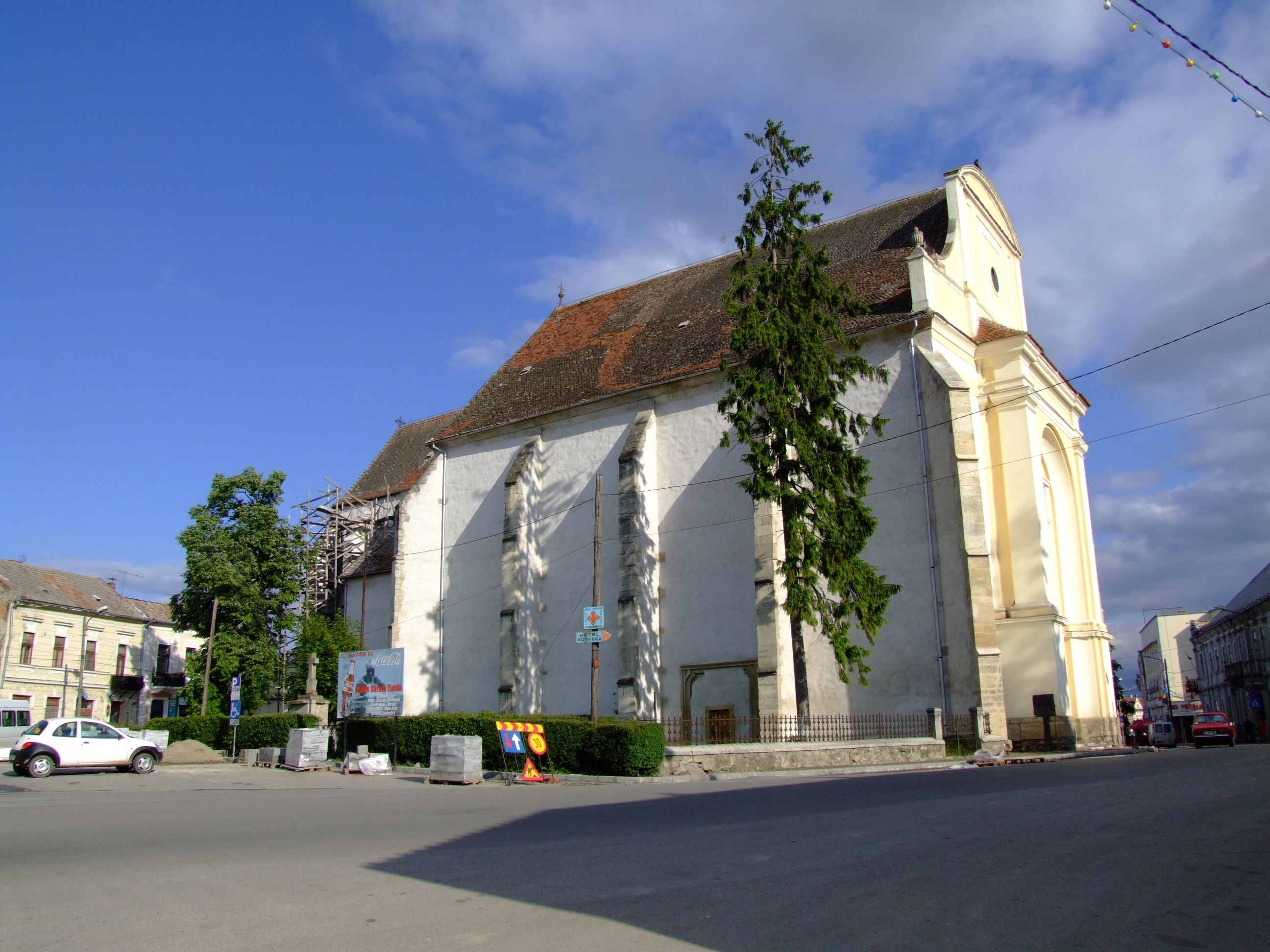
Biserica Romano-Catolică
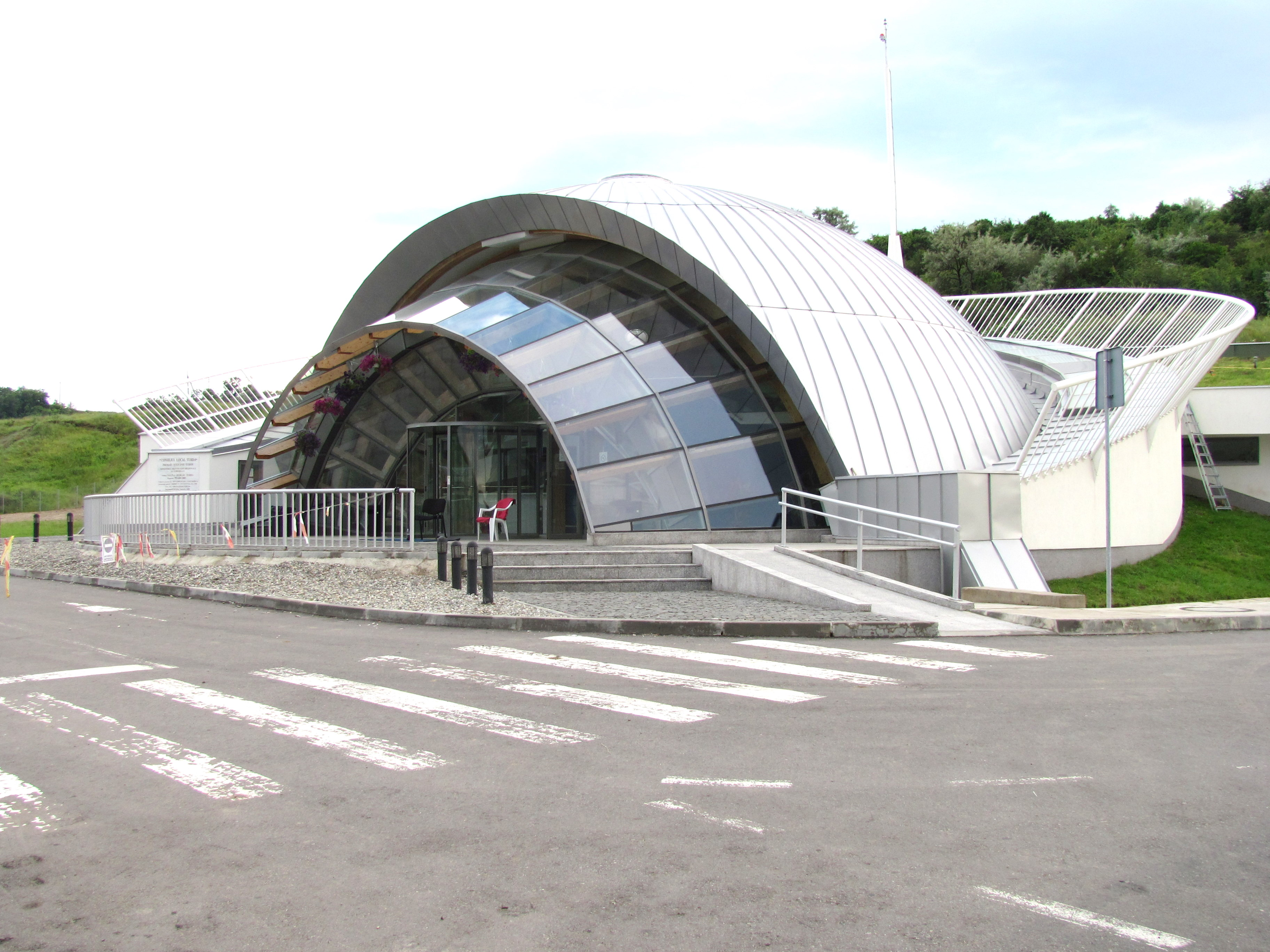
Salina Turda
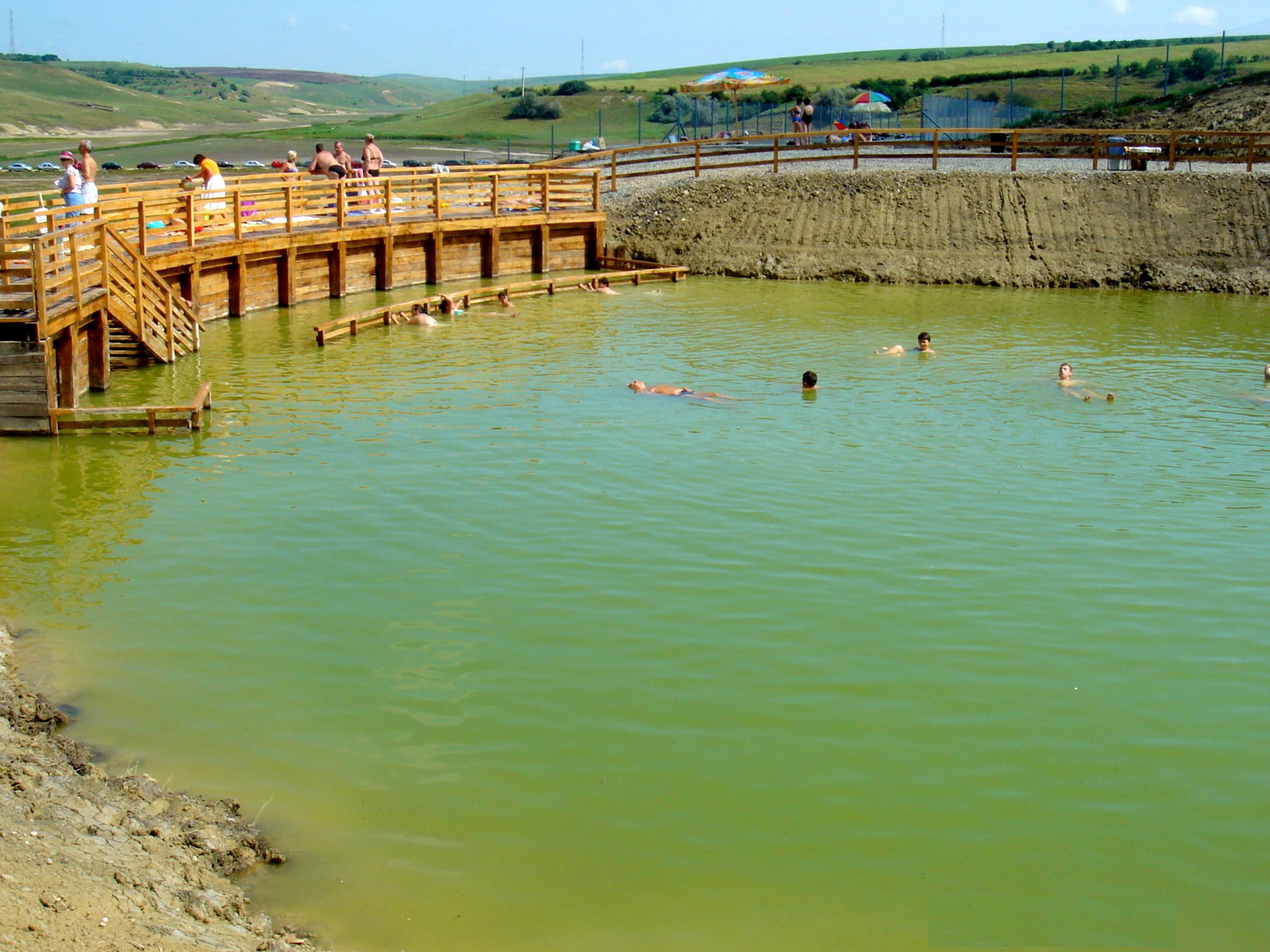
Lacurile Durgău
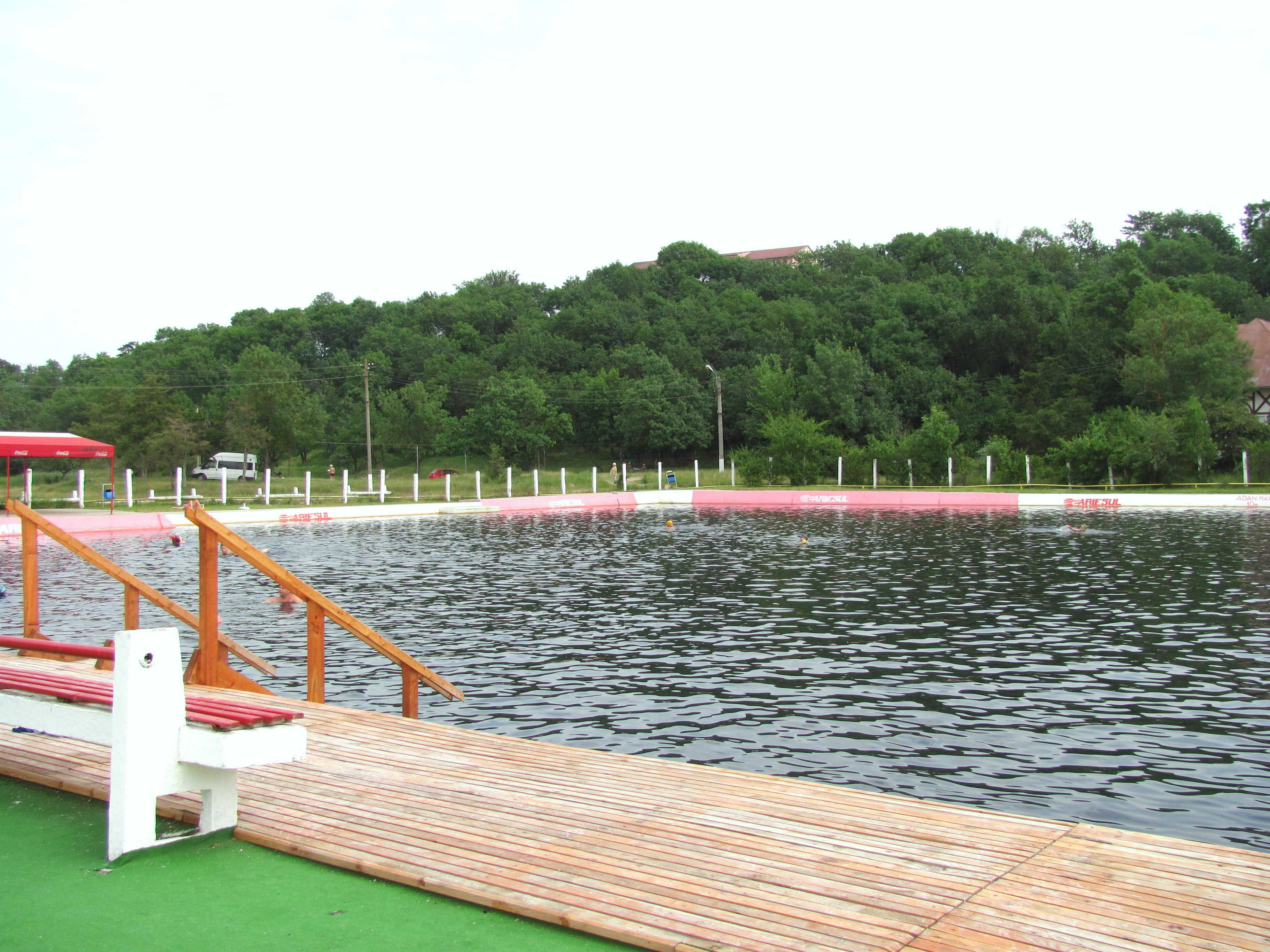
Băile Sărate din Turda
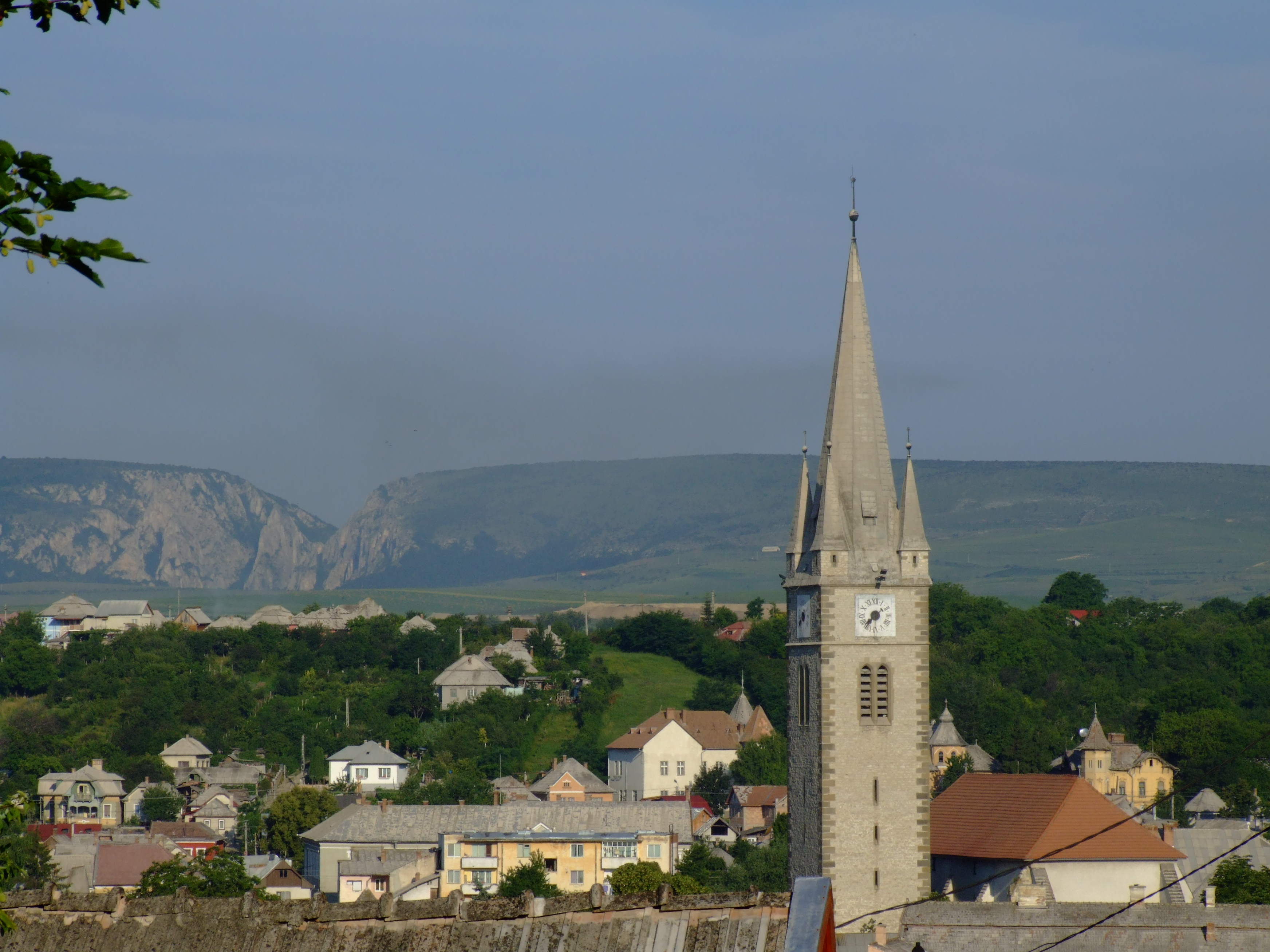
Imagine panoramică
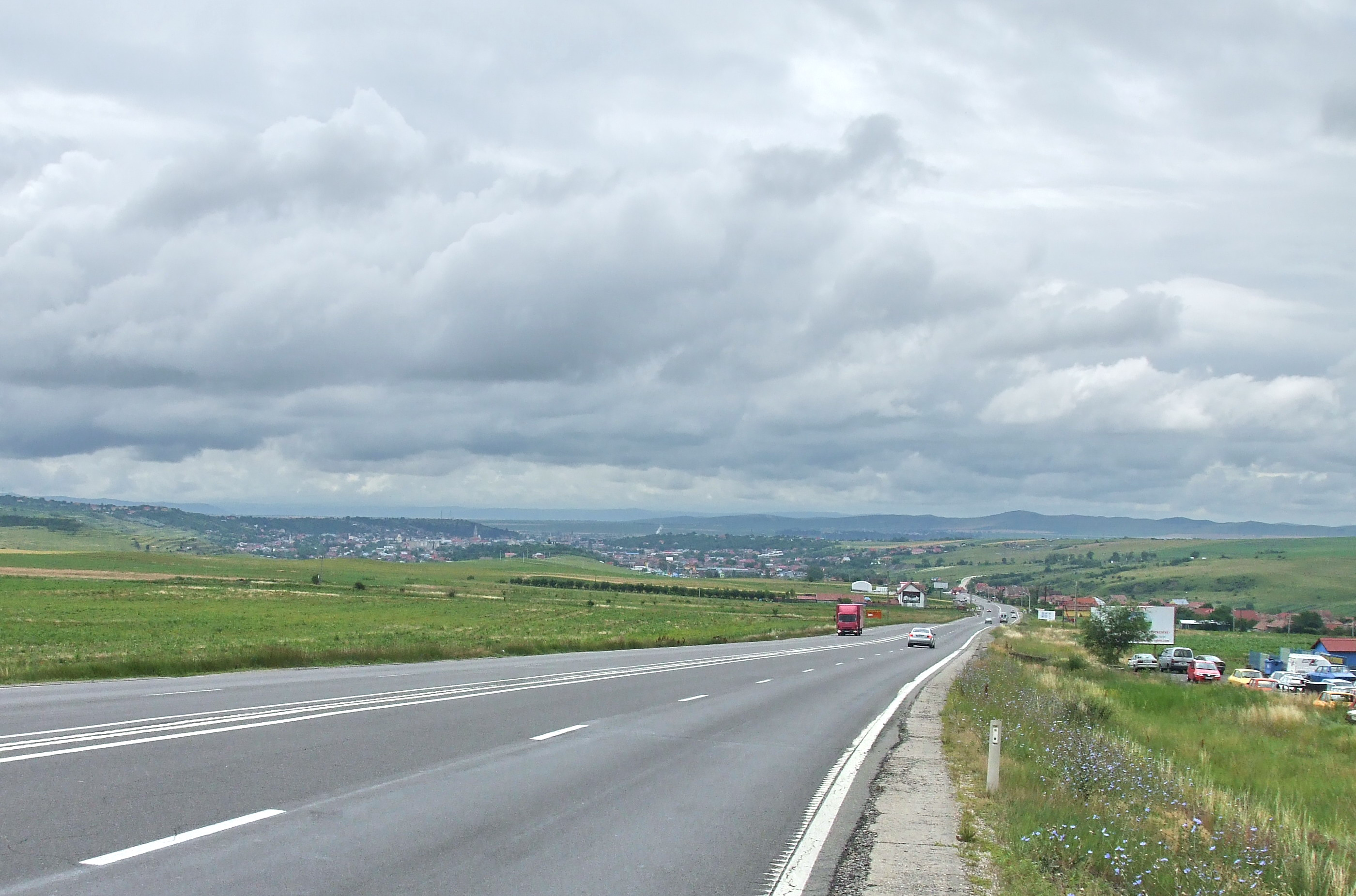
Turda 2011 - vedere dinspre satul Copăceni {șoseaua Cluj - Turda}
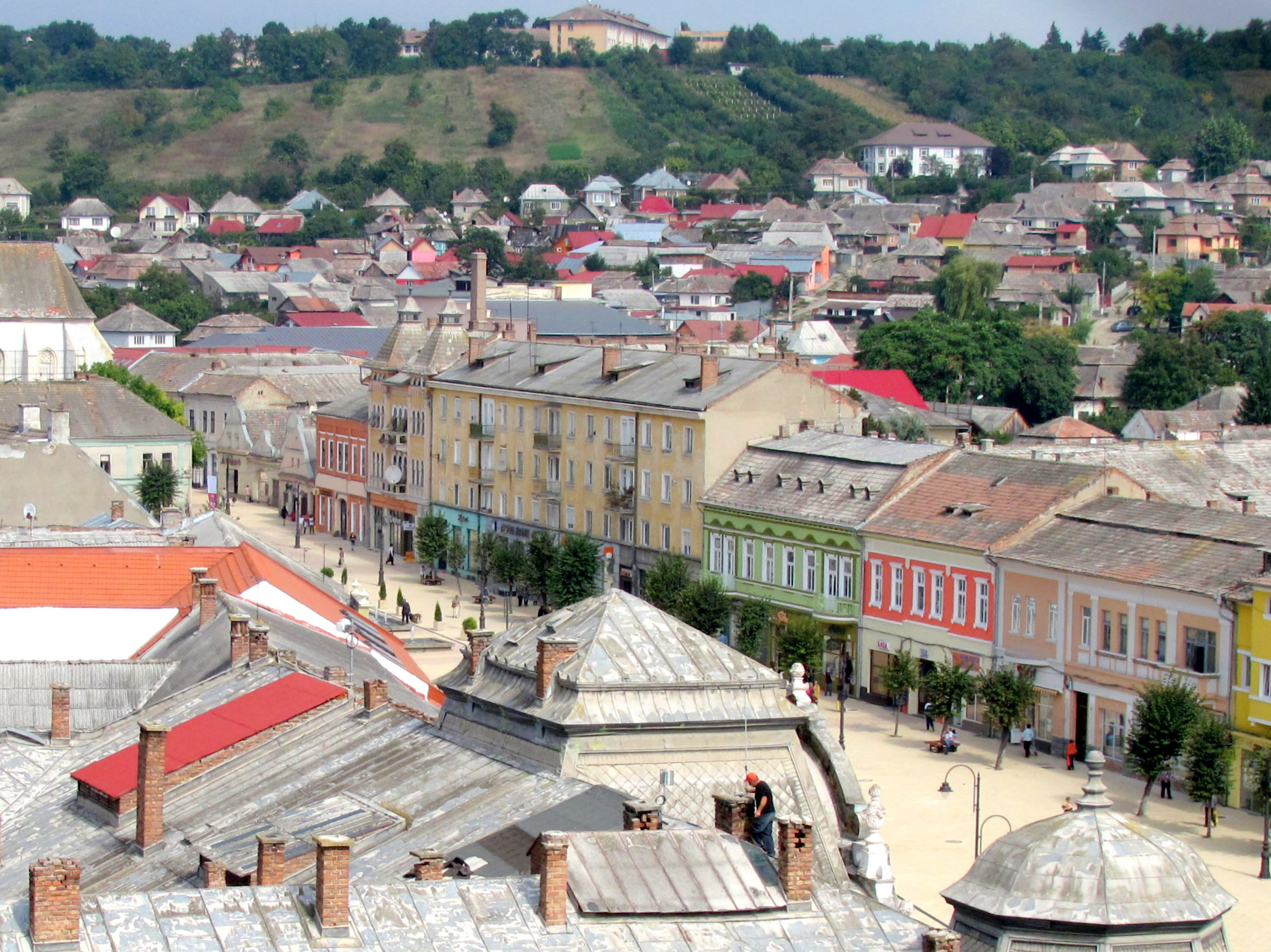
Panorama orașului
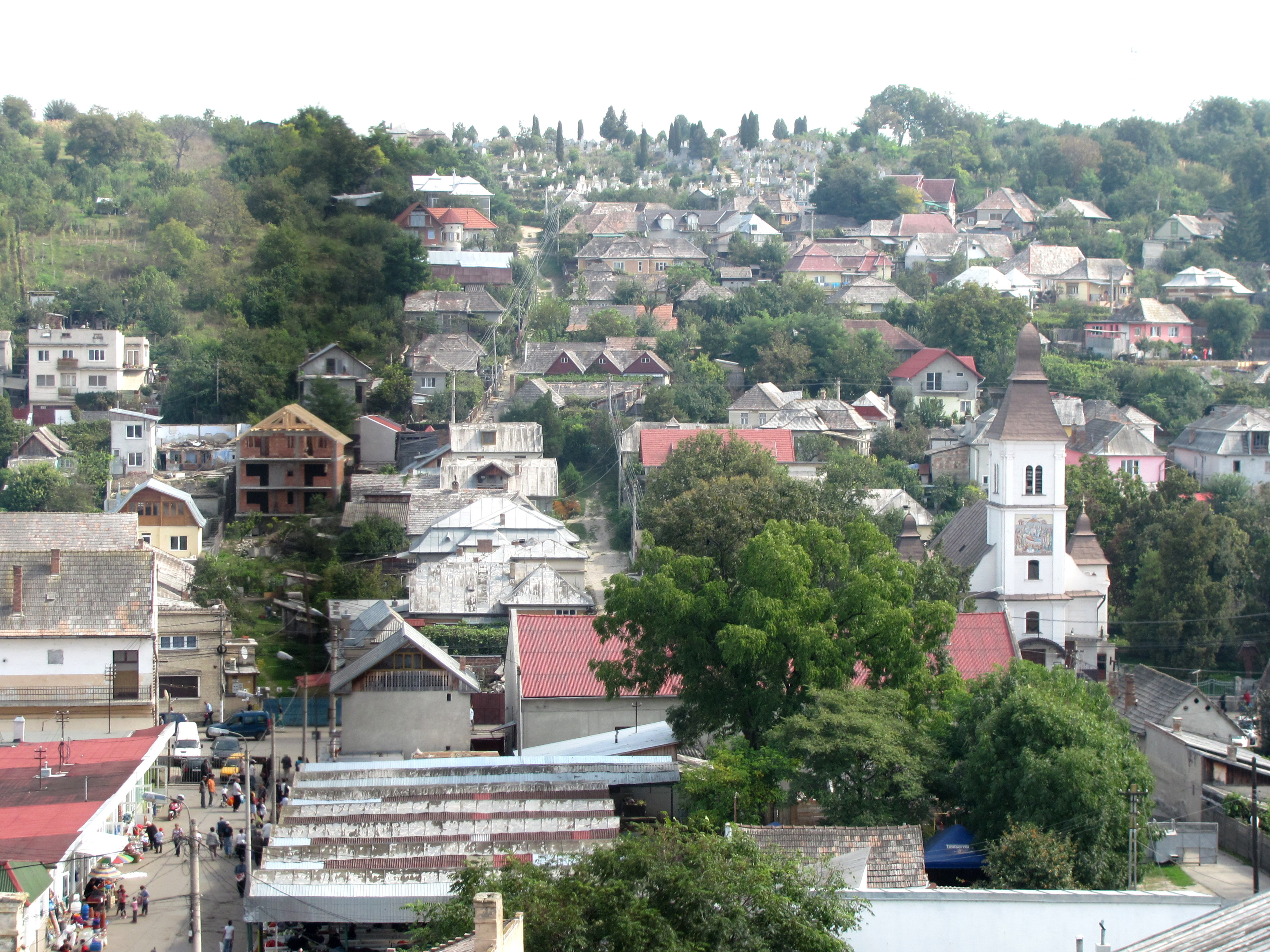
Panorama orașului
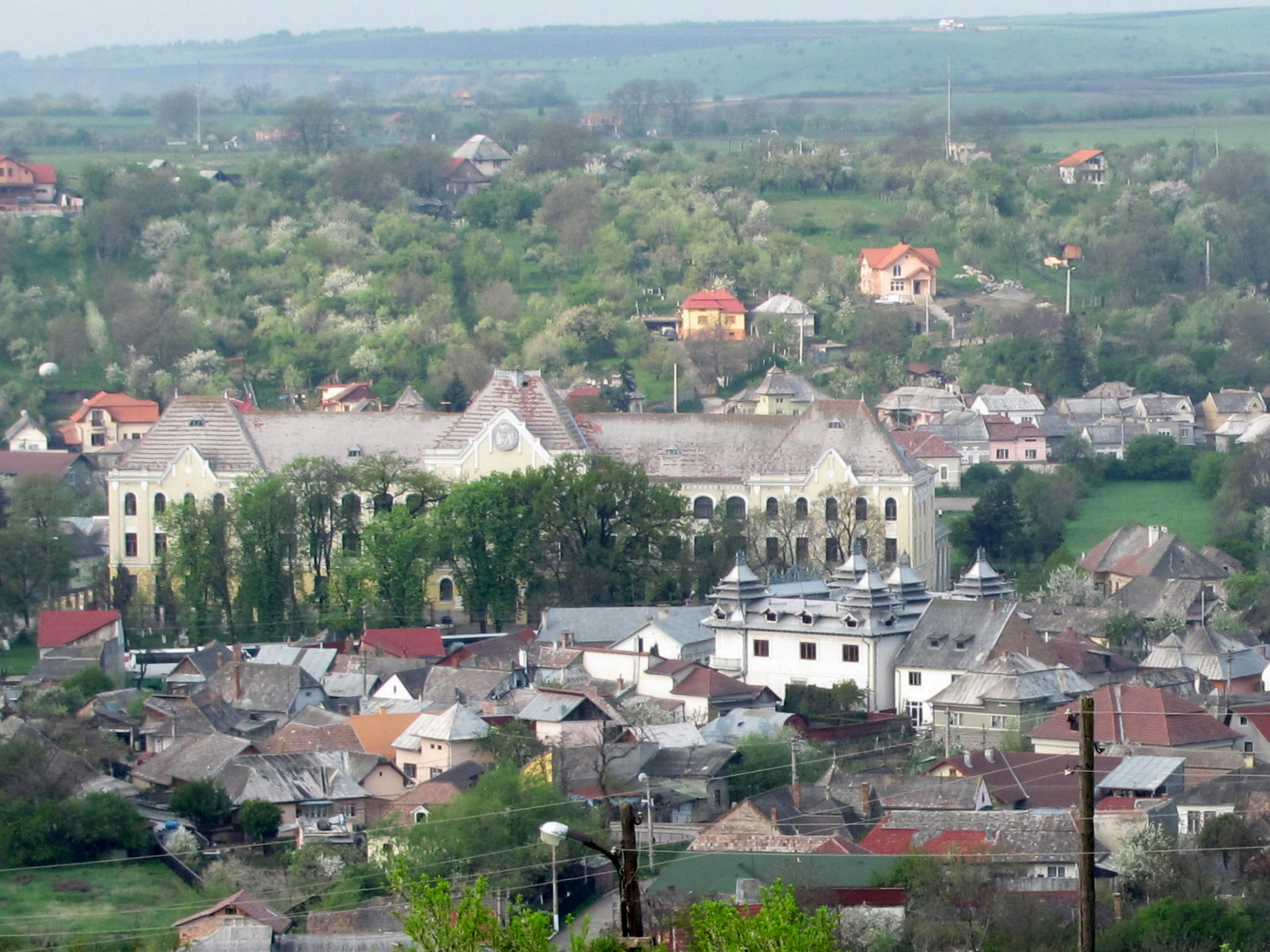
Panorama orașului
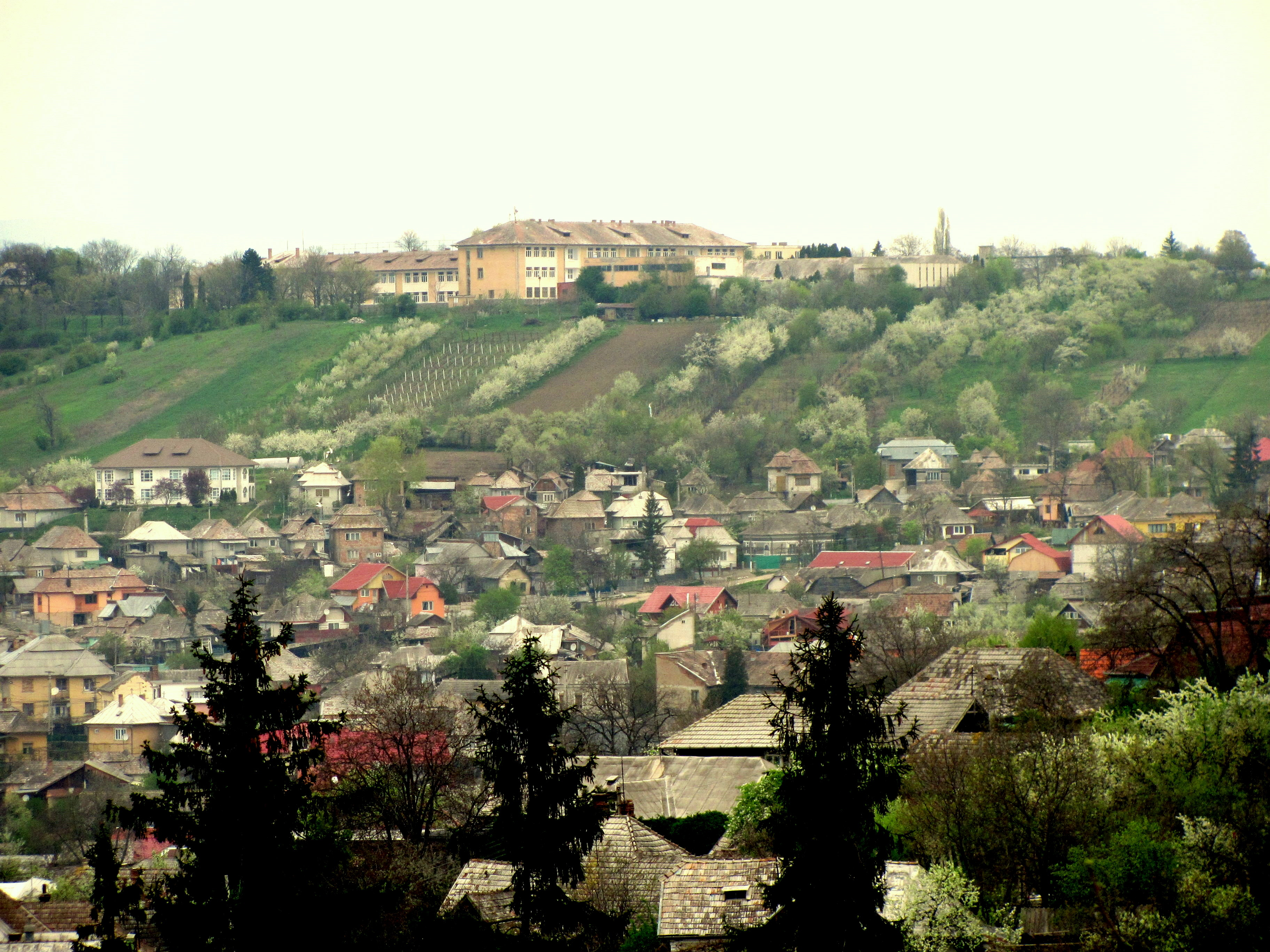
Panorama orașului
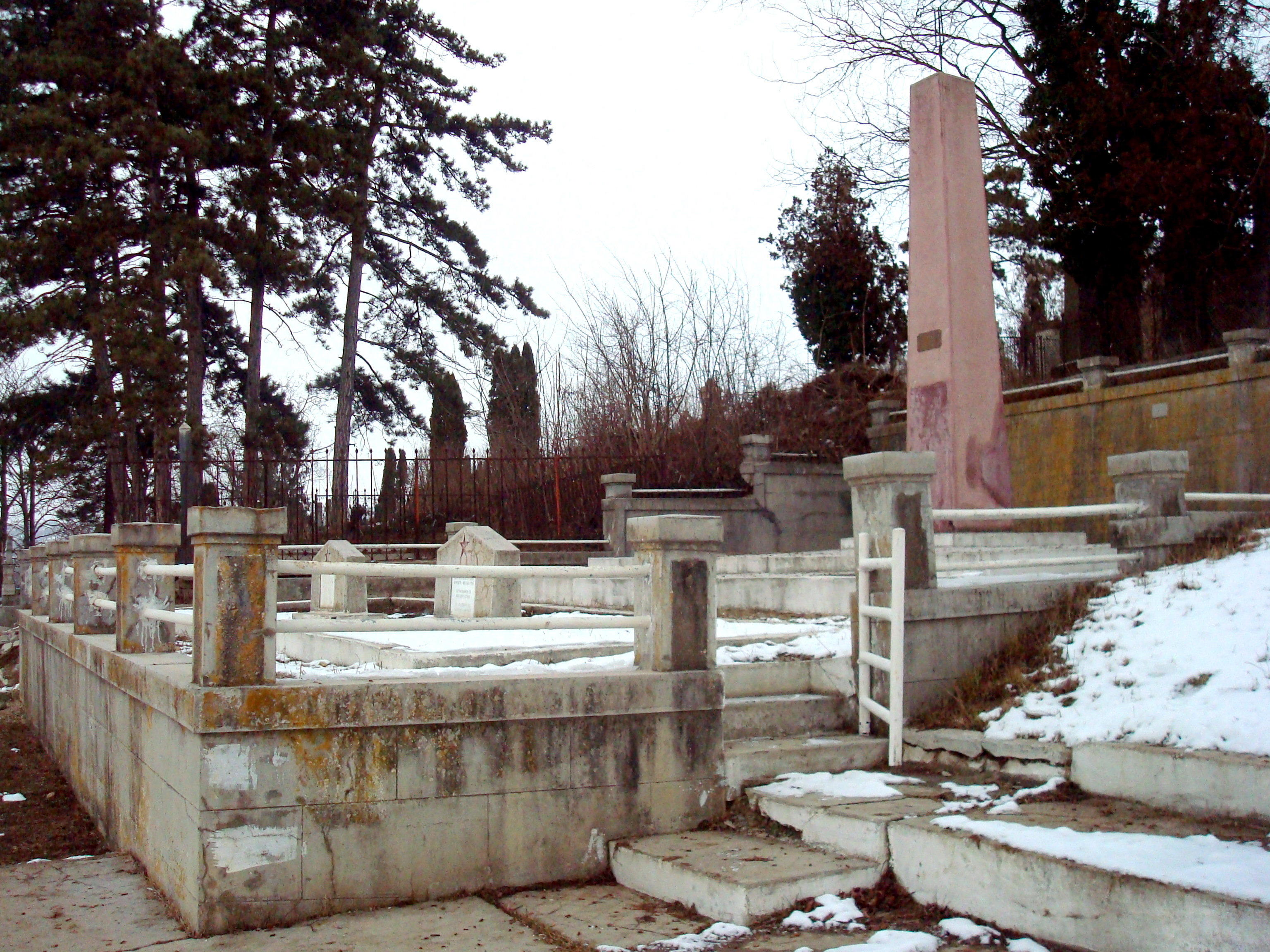
Monumentul Eroilor din Cimitirul Turda Veche
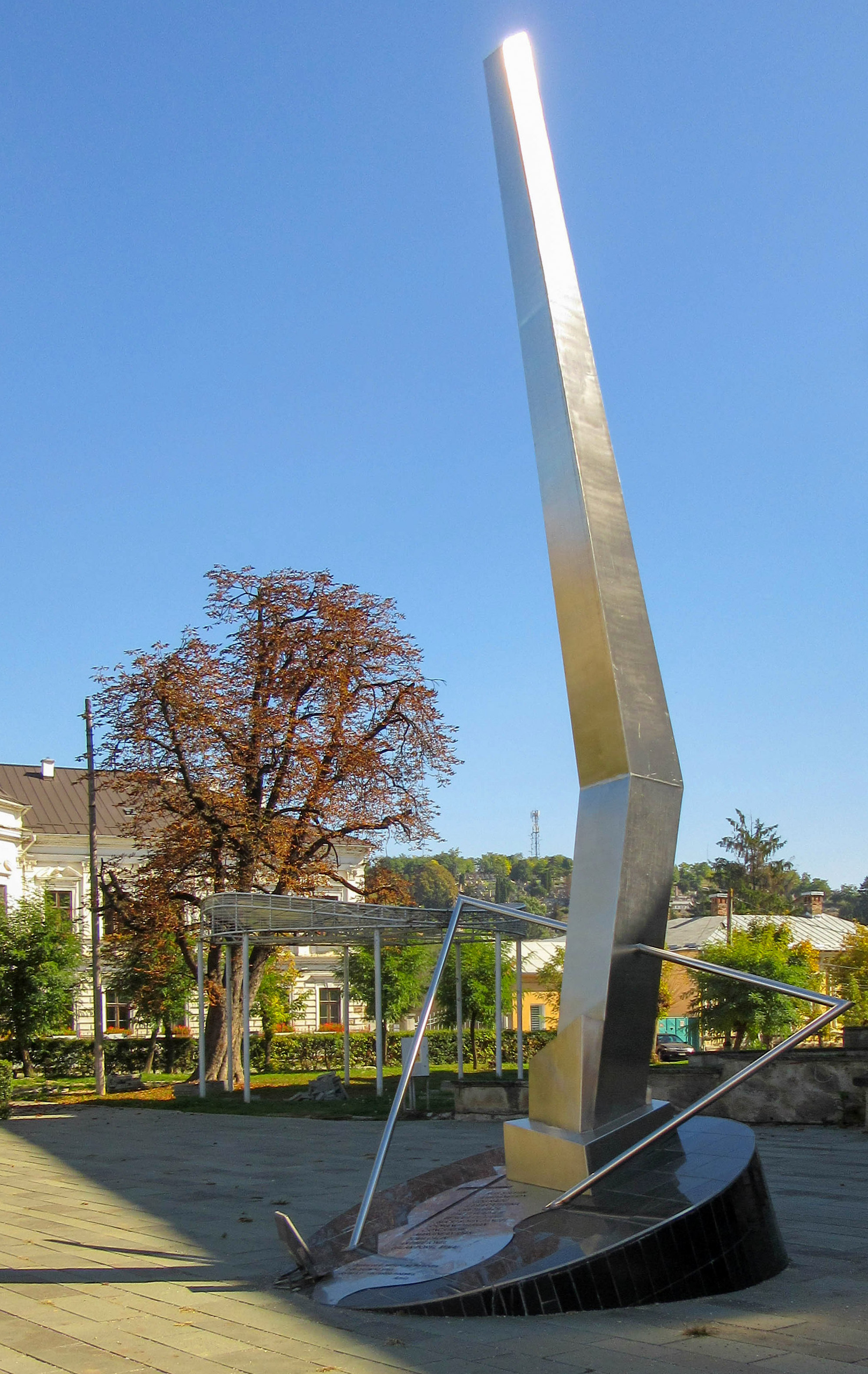
Monumentul Eroilor Revoluției din 1989 în Turda